# 宇流木さらら
宇流木 さらら（うるき さらら、2000年8月18日 - ）は、日本のAV女優。LINX所属。

## 略歴・人物
2020年6月にAVデビュー。ダンス部キャプテンの肩書でデビューし、バリエーションの多いテクニックと、体のキレをトレードマークとする。
2022年12月1日、DMM GAMES「クリムゾン妖魔大戦 新キャラクター声優公開オーディション」にエントリー。
2022年12月3日、同じビーダッシュ所属の女優、美園和花、柏木こなつ、宝田もなみ、宇流木さらの4人でアイドルグループ「mumk」を結成しデビューライブを行う。オリジナル曲『Welcome mumk World!』、『私のプロセス』などを歌唱した。
2023年、ビーダッシュプロモーションを退所後LINXに所属し、『宇流木さら』→『宇流木さらら』へ改名した。
2023年7月24日週、FANZA動画フロアランキングにて、出演した『【VR】●●大学TENNISサークル合宿旅行VR ～忘れられないひと夏の乱交な YOASOBI 2O23～』（unfinished VR）が1位を記録。
10月25日、東京・池袋LIVE INN ROSAで開催された「楽演祭vol.27」にmunkとして出演。

## 出演作品

### アダルトDVD
- 新人 夢は世界! ダンス部キャプテン! めちゃカワ活発女子大生AVデビュー!!（6月13日、MOODYZ）
- ダンス部キャプテンのむっちり軟体ボディが大躍動! はにかみ笑顔とエロスが弾ける めちゃ潮!めちゃイキ! 3本番すぺしゃる（6月25日、kawaii*）
- 軟体妊娠チアリーダー汗臭編（6月27日、豊彦）※ 青山まりこ 名義
- 健康的な褐色美肌のめちゃカワ活発女子大生はじめてのナマ中出し（7月25日、本中）
- 120%リアルガチ軟派伝説 vol.87 in 仙台（8月21日、プレステージ）他出演:七美せな、竹内夏希、遠野ありさ、椿りか
- 完全顔出しガチナンパ! とっても優しい天使みたいなナースさんに包茎インポ童貞3重苦男子のオナニーの介抱してもらいました!! かわいすぎる裸体にズル剥けフル勃起したち●ぽを白衣の奥にズブリ! 金玉空になるまで何度も中に出しました! 【6人収録5時間2周年-特別編-】（8月28日、赤面女子）他出演:丘えりな、七美せな、竹内夏希、志田雪奈、椿りか
- ガチナンパ! バキ×2チ○ポを見せられて赤面大興奮! 挿れたいけど言えない…♡ 欲しがりマ○コに生挿入! アクメ121! 中出し10発!（10月15日、ナンパーズ）他出演:七美せな、竹内夏希、鐘梨ほしな、遠野ありさ
- 美大生の天真爛漫娘 お父さんにヌードモデルをお願いしたら興奮して中出しされました。（11月1日、プラネットプラス）
- 彼女の“妹”に小悪魔誘惑されて…!?すぐそこに彼女がいるのに、止まらないささやき淫語 2（12月4日、DOC）他出演:月城らん、ふわり結愛、広瀬なるみ
- 顔出しMM号 働くOLさん限定 ザ・マジックミラー 先輩後輩2人組が「心を合わせて脱出ゲーム」に挑戦! キス/おっぱい揉み/電マ/フェラ/セックスから一つを選んで2人の選択がピッタリ合ったら見事脱出! 失敗したら選んでしまったHな罰ゲーム! 同僚にエロ〜い姿を見られて恥じらいつつも最後は仕事中にセックスまでしてしまうのか!? in 池袋（12月7日、ディープス）共演:成宮ありあ　他出演:望月もえみ、新川ゆず、香坂のあ、美波沙耶
- 男の浪漫! 秘境混浴温泉を求めて… （下心を隠して）混浴温泉に入ったら、ウブでおませなひよこ女子にちんちんバカになるほどおち●ぽみるく絞りとられた（12月10日、ひよこ）他出演：冬愛ことね、皆月ひかる、希望光、井上そら
- こたつの中の無防備な下半身に我慢出来ずイタズラ! 兄貴の彼女が痴女に変貌!背徳感に燃える中出し性交（12月18日、DOC）他出演：真宮あや、早川ひな、愛須みのん
- 気になる女子社員を自宅に連れ込み成功! SEX隠し撮りからノリと勢いでハメ撮り性交!?（12月18日、DOC）他出演：永澤ゆきの、堀北わん、陽葵ゆめ
- 不倫相手の巨根の虜 無茶も容認する卑怯な私…（12月19日、ABC）他出演:清宮すず

- 愛ある2連射せっくちゅ♡（1月1日、ワープエンタテインメント）
- 担任の先生と私の秘密のラブラブ結婚生活♡（1月1日、プラネットプラス）
- 君の子宮を食べたい 〜子供の頃から産婦人科の医師になることが夢でした。今では初めて産婦人科に来たひよこ女子を見つけるたびにマ●コの奥をこねくり回して強制開発しております。〜（1月8日、ひよこ）他出演：如月ましろ、本田さとみ
- 「先生はやくエッチしよ♥」小悪魔すぎる誘惑で家庭教師とパコリまくる女子○生 ゴムも付けずにオール生パコ中出し14発（1月15日、DOC）他出演：永澤ゆきの、堀北わん、陽葵ゆめ
- 図書館で声も出せず糸引くほど愛液が溢れ出す敏感娘 24 痴女に目覚めた女子○生2枚組SP（2月11日、ナチュラルハイ）他出演：松本いちか、花音うらら、稲場るか、前乃菜々
- 痴漢師に満員電車の中で下着姿にされ見られる羞恥で抵抗できない敏感女 4 黒髪女子○生限定SP（2月25日、ナチュラルハイ）他出演：堀北わん、前乃菜々、もなみ鈴
- J○お散歩特別編～とびっきり優しくて愛くるしい美少女3人と恋人みたいにデートしてそのままSEXしまくりたい! ～（2月25日、ひよこ）他出演：白城リサ、高瀬りな（3月19日、PRESTIGE PREMIUM M）※「さら　20歳」名義。出演パート先行配信／他出演：如月夏希、若宮はずき、真木夏芽
- 自画撮り ホロ酔い鬼ヤバ性欲絶頂全力オナニー（3月15日、プリモ）他出演：水谷あおい、志木あかね、東条蒼、真宮あや、谷花紗耶、藤川菜緒、橋野愛琉、星空もあ、並木塔子
- AV男優の電話帳 14 シロウト娘ナンパ狩り!!  31
- 密室痴漢 逃げ場なく強引にイカされ抵抗できず犯られる女たち（3月25日、ナチュラルハイ）他出演：倉多まお、前乃菜々、ジューン・ラブジョイ、河奈亜依、三原ほのか、栄川乃亜
- MOON FORCE CHEERSぱこぱこしろうとコレクション。 vol.9（3月26日、MOON FORCE）他出演：愛須みのん、白鳥すわん、雫月心桜
- 駅弁中出しJ○痴漢 5（4月22日、ナチュラルハイ）他出演：渡辺まお、丘えりな、樋口みつは
- 人妻湯恋旅行141（4月23日、GOS）※「人妻りな（27歳）」名義
- 大量射精Director×赤面女子 家までイってイイですか? VOL.1 超クリ派Aカップ敏感スレンダーJD! なぎさん/ハイセンス美大生スケパンエロ桃尻! ひなさん/本物お嬢様! イキすぎ注意報発令! ののさん/濡れすぎ感じすぎSEX好き20歳! さらさん（5月28日、赤面女子）他出演：加茂なぎ、成瀬葵、結城のの
- これが天国への階段…!? 階段パンチラで勃起を誘発してくる超絶美人なヤリマン上級生とその場でまさかの即エッチ! 授業をサボって屋上に向かうと…（6月7日、Hunter）他出演：宮沢ちはる、黒崎さく、篠原りこ、あおいれな
- 合宿中の女子チアリーディング部の息抜きはボクのチ○ポだけ! ハード練習＆禁欲生活で欲求不満の女子部員たちとまさかの中出しハーレム乱交! さらに…（7月7日、Hunter）他出演：皆月ひかる、希望光、篠原りこ、琴羽みおな
- 2人のエッチ大好き神ビッチ変態義妹とボクを残して海外赴任してしまった両親! とんでもない性欲モンスター義妹2人との性活における唯一のルールは…（7月19日、Hunter）他出演：加賀美まり、水沢つぐみ、杏羽かれん、小倉あんず、宮沢ちはる
- 超ドストライクな義娘と2人きりでお風呂に入って親失格のフル勃起! 50歳前に婚活してみたらなんと結婚できた! しかも、かわいい連れ子がいて幸せ…（7月19日、Hunter）他出演：河奈亜依、篠原りこ、生田みく、市来まひろ
- 「オジさんのおち○ちん大きくなってるとこ見たい！」かわいい姪っ子の正体は痴女っ子！叔父の乳首舐め勃起させるエロ舌少女！体は成長してないけど…（8月7日、Hunter）他出演：神野ひな、、生田みく、もなみ鈴、萌木こはる
- 女子交性 ハメ撮りジャンクション。 vol.8（9月3日、DOC）他出演：高瀬りな、市来まひろ、久留木玲
- だれとでも定額挿れ放題! 4 月々定額料金さえ支払えば、校内の女子生徒や女教師でも誰でも挿れ放題!（9月14日、ナチュラルハイ）他出演：白石かんな、辻さくら、ジューン・ラブジョイ、琴羽みおな
- 妻がいる至近距離で平然とマッサージしながらこっそりチ○ポを挿入し腰振り騎乗位で中出しまでさせるエステティシャン 4（9月23日、ナチュラルハイ）他出演：黒川さりな、舞原聖 ※ 先行配信作品
- ハツラツピチピチの元気娘にいきなりチンチン挿入したらどうなるの？ 天真爛漫な笑顔が不意打ちセックスでメス顔になる瞬間がエロ過ぎた。（12月18日、SEX Agent/妄想族）

- 妊娠専用オナホちゃん（3月13日、メガハーツ）※ 片瀬らら 名義
- 「彼氏を親友に寝取られて……青春中出しエッチ」（3月15日、ピーターズMAX）
- 巨尻便女ビッチダンサー 二人目 青山まりこ（3月22日、豊彦）
- 輪姦レ●プ厳選6時間SP 鬼畜チ○ポに囲まれ抵抗も虚しく絶望イキするまで犯された女31人＋新作撮り下ろし（3月24日、ナチュラルハイ）※「撮り下ろし」パート
- 素人女子●生ガチナンパ! 彼ピできたばかりのうぶなJ●が初イキチャレンジ! イク寸前で焦らして焦らして焦らしまくったら、パンティが思春期愛液でびっしょびしょ♡ 赤く火照りあがったぴくぴく幼体に念願の極太ち●ぽを挿入したらエビぞり痙攣イキまくり! 中出ししても発情が止まらず精飲させて2回戦! （3月25日、赤面女子）他出演：冬愛ことね、天野碧、市川愛茉
- ナンパコNo.23 「男の身体は眼球以外舐めた事がある!」と豪語するスレンダー美女をナンパして連続中出し!（3月27日、First Star）
- 「気弱な子だと思ったら…」痴漢したオヤジを死角に連れ込み精子が出なくなるまで説教射精させる痴女子○生 VOL.3（4月7日、DANDY）他出演：初愛ねんね、琴石ゆめる
- ホイホイオファー（2） ～個撮希望、裏アカ女子に即￥バイトDMオファー【美少女限定】～ 素人ホイホイ・個人撮影・美少女・素人・SNS・顔射・美乳・清楚・女子大生・コスプレ・ハメ撮り（4月12日、ホイホイオファー）他出演：百瀬あすか、広瀬みつき、早見なな
- 「おち○ちん舐めてあげるから代引き払わなくてもいい?」『それともセックス?』自宅に訪れた配達員を全く帰さないという噂の女性専用シェアハウス（4月26日、Hunter）共演：伊南えりか、宮崎リン、紗々原ゆり、三浦かなみ
- 夜行バスで声も出せずイカされた隙に生ハメされた女はスローピストンの痺れる快感に理性を失い中出しも拒めない 女子○生限定10 囁き淫語腰振りSP（5月26日、ナチュラルハイ）他出演：高橋りほ、成田つむぎ、三舩みすず
- 不倫の果てに＃05人妻湯恋旅行141・続（6月3日、ゴーゴーズ）※「人妻莉奈（28歳）」名義
- 【緊急生配信】輪姦ハメ撮り孕ませライブ配信!（6月14日、Hunter）他出演：白石かんな、渡辺まお、市川愛茉
- パンツでお小遣いを稼ごうとする裏垢制服女子と待ち合わせ。弱みに付け込んで無理やり肉棒奉仕させる。睨まれ、泣かれながら嫌々フェラ強制屈服 完全撮卸 被害者10人240分（6月21日、無垢）他出演：栄川乃亜、星宮ゆのん、柏木こなつ、愛野ひなた、深月めい、一花みお、山下ゆめり、琴石ゆめる、川原りま
- 強制ガンギマリ集団痴漢バス ～媚薬で感度が上がった体を何度もイカされチ○ポを求めだす中出し絶頂女～（6月23日、ナチュラルハイ）他出演：水卜麻衣奈、宝田もなみ
- 川の字NTR! 親友のベッドで親友の寝ている真横で親友の彼女とヤッちゃったボク。仕方なかったんです! 親友の彼女が酔って勘違いして布団の中に…（7月12日、Hunter）他出演：藍澤りく、伊南えりか、安東南穂、風間希
- 妄想アイテム究極進化シリーズ 男女入れ替えコンビニ（7月21日、ROCKET）他出演：川菜美鈴、彩川ゆめ、来栖みく
- 応募いらまがーる。全力素人! 喉奥でイッちゃった!（2）（7月26日、えむっ娘ラボ）他出演：大原ひなた、結城りの
- いもうとケータリングサービス ～キュートアグレッション! 感じる純心美乳天使ちゃんたち～（8月2日、桃太郎映像出版）他出演：大原ひなた、結城りの
- 唇からラブジュース ボールギャグを嵌められた女たち（8月23日、稀/妄想族）他出演：吉根ゆりあ、望月あやか、もなみ鈴、 南いろは
- ボクと彼女と幼馴染（女子）の3人で宅飲みしてたら何と幼馴染が夜這いしてきた! ボクの彼女に! 悔しいけどあんなにエロい彼女今まで見た事ありません（8月23日、Hunter）共演：佐野なつ、紺野みいな、弥生みづき、花井しずく、加賀美さら
- 自撮り072 露出 街中でスマホ片手に声我慢イキするガチオナ娘（8月25日、SUN）他出演：鈴音杏夏
- 黒髪軟体美少女とドスケベエッチ（9月2日、S-Cute）
- 『次わたし…本気出して動いてもいい??』超真面目な姉がボクのデカチンでド淫乱に豹変! 超高速ピストン騎乗位で抜かずの5連続中出し! 2（9月2日、Hunter）他出演：真白みくる、三浦かなみ、花井しずく、生田みく
- マン汁お口でお掃除オナニー（10月6日、レイディックス）他出演：愛沢あかり、天然美月、辻芽愛里、南いろは
- バスケ部の"性処理肉便器"女子マネージャーが合宿中に撮った記録VTR（10月6日、電脳ラスプーチン）共演：天晴乃愛、永野楓果
- おじさんにも優しい太陽みたいな女の子。チ●ポへのご奉仕が大好きな天然ドスケベ天使（10月22日、シャーク）
- 舞ワイフ ～セレブ倶楽部～ 163（10月20日、AROUND）他出演：沙月恵奈
- Wカワイイ友だち同士//ウブな美少女たちがデカチン研究! 手に汗握るドキドキち〇ぽ測定・肉棒スケッチ・シコシコ手コキww照れ照れでデカマラを見つめるうちにパンツシミシミ赤面発情!? 「大きなチ〇チンって気持ちいいのかな…」初めてのデカチンえちえち中出し体験SP（11月11日、赤面女子）共演：宝田もなみ／他出演：松宮ひすい、織田花純
- アソコに直穿きスポウェア女子 気付かないうちにもうヌレヌレ◆ヤリたい盛りの乙女たち!（11月26日、オイスター海運）他出演：弘中優、香澄せな
- マジックミラー号ハードボイルド 一日中立ちっぱなしで美脚が蒸れたOLが挑戦するガニ股素股チャレンジ！光るストッキングでEDフニャチンを持続可能な勃起でイカせられたら賞金30万円予想外にガチガチになったデカチンで敏感な膣口を刺激された美人OLはガックガクイキ追撃激…（12月22日、サディスティックヴィレッジ）他出演：愛咲きらら、市井結夏、宮藤ゆみな

- 粘着ストーカーMの援●交際・昏睡姦記録 青7・8（1月5日、蜃気楼）他出演：月乃さくら
- 存在無視×女子アナコラボ企画 平然女子アナ（2月9日、ROCKET）
- 羞恥! 彼氏連れ素人娘をマシンバイブでこっそり攻めまくれ! 22 激安居酒屋にマジックミラー特設スタジオを設置初詣帰りに余裕で股開きする隠れビッチJDと中出し新年祭り! 知らんけど…（3月9日、サディスティックヴィレッジ）他出演：川北メイサ、安藤もあ、如月ゆの ※ 2月9日動画先行配信
- シロウト女子大生真正中出しナンパ! 非ヤリマンの清楚JDを無茶して口説いて生パコ編2【全員クソエロかわいい保障】（3月10日、赤面女子）他出演：五十嵐清華、日向ひかげ、清原なのは
- 原作：舞六まいむ 彼女のママは僕のセフレ 欲求不満の巨乳妻とヤリまくり中出し三昧!!! 理性を狂わす圧倒的肉感ボディを忠実に実写化!!（3月28日、ROCKET）共演：吉根ゆりあ ※ BD同時発売
- ねんいち 盗撮バレ・完全アウトからの神展開 睨まれ蔑まれオワコンからの天使様! ～日替わりP・ダブルF・4Pへと覚醒～ラッキースケベ 2（4月6日、素人39）他出演：児玉れな、天馬ゆい、柏木こなつ
- CFNM 乳首弄られハーレム学園（4月11日、アロマ企画）共演：加賀美さら、美園マリカ、柏木こなつ
- アナル丸見え逆座り尻＆M字開脚くぱぁマ●コ（4月18日、アロマ企画）他出演：乃木はるか、水卜麻衣奈、朝倉ここな、菊池まや、唯奈みつき、藤井レイラ、三浦かなみ、松宮ひすい、香椎佳穂、柏木こなつ、久美木マリア、白石かんな、北乃ゆな、弘前綾香、真白みのり
- 顔出し解禁!! マジックミラー便 3分前まで女子○校生! ～2023年～卒業式直後に初めての素股編 総勢20人全員SEXスペシャル! ギンギンに勃起したち○ぽを赤面まんコキ! 恥じらいながらも濡れてしまった10代うぶオマ○コにヌルっと挿入で激イキ絶頂!! 2枚組10時間!! （4月18日、ディープス）他出演：天晴乃愛、白浜美羽、あいのいろは、青井莉奈、CHIYU、綾瀬ひまり、綿矢好花、久留生れむ、白石かんな、辻さくら、水卜麻衣奈、五十嵐美月、美澄玲衣、有加里ののか、東雲あずさ、星宮こと、真白みのり、本田さとみ、美雲そら
- 野ション女子○生連鎖開脚拘束おしっこ噴射2（5月11日、電脳ラスプーチン）共演：柏木こなつ、天晴乃愛
- NTR孕ませバック痴漢 痴漢たちにイキ堕ちるまで廻され中出しされた新妻（5月11日、ナチュラルハイ）他出演：三尾めぐ、野咲美桜
- 女湯で少女好き巨乳お姉さんにワレメをいじられ逃げても逃げても追い打ちレズ責めでイカされ続けた敏感うぶ娘（6月8日、ナチュラルハイ）共演：乙アリス　他出演：宮崎リン
- 軟体妊娠チアリーダー汗臭編（6月27日、豊彦）※「青山まりこ」名義
- カフェ娘連鎖痴漢 5 営業中の店内でイキ堕ちた言いなり店員を利用する数珠つなぎ痴漢計画（7月6日、ナチュラルハイ）他出演：結城のの、姫咲はな
- 無断でイッたら罰金。悶絶レズエステ（7月7日、山と空/妄想族）共演：新村あかり
- 破局ミックスファイト（7月20日、ROCKET）※ 「さら」名義／他出演：望月あやか、秋名柚杏
- How to 口説き 観たら【絶対】お持ち帰りSEXが出来る教科書AV ～制服美少女編～（7月28日、赤面女子）他出演：皆瀬あかり、天然美月
- 素人バラエティ親友同士が挑戦する 逆転手コキバトル＞battle＜手コキしてるキミが射精させたらLOSER! 即ハメ中出しセックスDEATH! 勝ったら賞金10万円! ‘仁義なきロシアン’ルーレット手コキ（9月7日、サディスティックヴィレッジ）共演：安藤もあ、泉あや、中条りの
- J○2人組W指マン痴漢3 友達の近くで愛液が滴るほど感じてしまう汁垂らし娘たち（9月21日、ナチュラルハイ）共演：前田美波、橋本りこ、中丸未来
- J●のふわふわお尻に圧迫壁ドンされたいオジさん達2（10月10日、アロマ企画）他出演：宮名遥、柏木こなつ、幾田まち、鈴音杏夏
- 壁尻×近親相姦ゲーム（10月12日、ROCKET）※ 「サラ」名義／他出演：鈴音杏夏、紺野みいな
- 山中湖で見つけた合宿中の運動部女子大生さん タオル一枚男湯入ってみませんか? 57 火照る引き締まりハツラツうぶボディに宿った集中力とフィジカルで恥ずかしさを乗り越え必死にち○ぽを咥えて輪っかをかける! 手に汗とペニスとガマン汁を握る大一番7連発編（11月13日、SODクリエイト）他出演：小野寺舞、源川ゆずな、久我まどか、冨久永にいな、有馬美玖、小島みこ
- わたし黒人さんと交尾がしたい! 可愛いカフェ店員さん溢れる笑顔の元気娘が黒ゴツチ●ポでガチアクメ（11月21日、ミスマッチ/妄想族）
- バトルファッカーON THE RING 05（12月1日、バトル）
- 麻酔で眠らせた女子○生を拘束してクリトリス吸引アクメでグッタリするまでイカせる悪徳歯科クリニック（12月7日、電脳ラスプーチン）他出演：結城りの、市川愛茉
- 素人危険人物大集合!!! 炉利子に性癖ぶちまけ悪戯して快楽汁10発射!（12月12日、First Star）
- シン・催眠隷女 ＃七号 ＃純直 ＃下衆達 ＃闇堕ち（12月26日、ヒプノシスラボ/妄想族）
- チアガールインストラクターとバニーコス生中出し さらら（22）（12月27日、First Star）

- 完全プライベート映像 一生一緒にいても飽きない最強お元気娘・宇流木さららちゃんと初めての二人きりお泊まり（1月2日、パコパコ団とゆかいな仲間たち/妄想族）
- ウザくて可愛い配信カップルの宇宙を救うアルティメットラブラブエッチ（1月11日、SODクリエイト）他出演：内田すみれ、並木あいな、小野寺舞
- 中年男のベタつく欲望 性的いたずら（1月23日、FAプロ）他出演：水月ありす、五十嵐美月
- 裏オプの手コキのあと結局最後までしちゃうお股のゆるいJ●たち J●リフレ No.3（1月27日、First Star）※ 「さらら ちゃん」名義／他出演：稲森ゆうひ
- 密着背面手コキ 背後から淫語を囁きながら乳首をこねくり回してバキバキに仕上がったチ●ポを抜き倒す!（1月30日、SEX Agent/妄想族）他出演：海埜ほたる、さつき芽衣、夏目れみ、宝生めい、森日向子、月妃さら、百合園みおり
- かわいい嫁の白き肉体 お義父さんにおしおきされて・・5（1月30日、ながえスタイル）
- 中年オヤジとセックスで遊ぶ! ダンスで鍛えたデカ尻ムチムチ娘が抜群のノリで屈託なく連続アクメ!!（1月30日、オリンポス）
- 撮影中、まさかの機材トラブルでカメラがなくなっても新人女優ならそのままH出来る説【ガチンコ検証ドキュメント・危険日のパコンパコン】（2月6日、パコパコ団とゆかいな仲間たち/妄想族）他出演：上田紗奈、奈築りお
- 大好きな家庭教師にオマ○コをガン見されながらのオナニーを強要され我慢できずイキ潮をまき散らす噴射娘2（2月8日、ナチュラルハイ）他出演：上坂めい
- エロ酔いしたデカ尻後輩OLの悪ノリ杭打ちピストンで何度も暴発中出し不倫させられちゃった上司のオレ（2月13日、BALTAN）
- パンスト美脚厨（2月20日、MEGAMI）
- 運動部女子痴漢 部活中にハメ潮するほど突きまくれ! ～弓道部/バトン部/バスケ部～（2月22日、ナチュラルハイ）他出演：咲野瑞希、末広純
- これぞ王道 神ビキニ 昭和アイドルやキャンギャル、令和グラドルまで多くの女子の秘部を隠してきたビキニを巨乳や美乳、パイパンから剛毛、無防備ワキやハミ毛を超接写で舐め回す 絶対脱がさない完全着衣だからこそのポロリやハミ出しAV（2月22日、親父の個撮）
- 寝取らせ検証『夫婦のセックスを記念に残すはずが代役との疑似SEXに…』プライベートAV制作で他人棒をオマ○コに擦られ続けた妻はその後浮気してしまうのか? VOL.11（2月22日、コスモス映像）※ 「サラ（29）」名義／他出演：彩奈リナ
- 犯される競泳水着J〇!! 食い込むエロボディに全員中出し!!【流出映像】女子〇生部活合宿セックス 17（2月24日、ビッグモーカル）共演：花音うらら、星乃夏月
- 顔で抜く!! 顔面ドアップ相互オナニー2（2月27日、SEX Agent）他出演：海埜ほたる、和久井美兎、夏目れみ、さつき芽衣、百合園みおり、森日向子、橘京花
- ツンデレメイドがご主人様には内緒で禁断ごっくんSEX（2月27日、マッシュルーム）
- 子宮妊娠チアリーダー 着姦編（2月27日、豊彦）※ 青山まりこ 名義
- ドキュメンTV×PRESTIGE PREMIUM 家まで送ってイイですか?  60（3月8日、ドキュメンTV）※ 先行配信『家まで送ってイイですか? case.217』（2023年3月17日）「広瀬さん 27歳 チアダンスの先生」名義 / 他出演：恵沙也香、田中なな実
- 誰にでも定額かけ放題! 授業中、昼休み、いつでもどこでも校内の女子に…ぶっかけまくり!（3月12日、Hsoda）他出演：冬愛ことね、有加里ののか、望月あやか、涼花くるみ、藤田こずえ
- 3年C組の文化祭の模擬店は時間停止カフェ2 いつでもストップ! いつでもセクハラできる時間停止カフェはパンチラ見てもおっぱい触ってもキスしても許されちゃう! 当然、エッチな事何でも許されっちゃうという事は…（3月12日、Hunter）共演：天然美月、皆月ひかる、五十嵐美月、市川りく
- 陸上で鍛えたムチエロ下半身! 明るくて性欲強めなジムインストラクターさん 絶倫巨根と汗だくでハメ狂う! （3月26日、ブロッコリー/妄想族）
- 直飲み専門 夢の体液カフェテリア（4月1日、アイエナジー）共演：加賀美さら、宇佐美みおん、香椎佳穂、園田かのこ
- 黒ストッキングOL報復痴漢 被害女子社員6名（4月1日、OFFICE K’S）他出演：西村ニーナ、加賀美さら、宇佐美みおん、香椎佳穂、園田かのこ
- レズバトル敗者ペニバン屈服マッチ 03（4月5日、バトル）共演：渚みつき
- ニーハイ×ミニスカ=絶対領域パンチラ! 学校は99％女子しかいない! だから女子は皆、無防備で毎日絶対領域パンチラ天国です! 陰キャなボクでも… 学校に99％女子しかいない状況になればモテまくれるんです! モテまくれば当然エッチできちゃうんです!!（4月9日、Hunter）共演：前野菜々、美澄玲衣、五十嵐美月、涼花くるみ
- エロ系動画配信。マン凸You○ub○r優梨まいなのレズナンパ（4月9日）共演：優梨まいな、源川ゆずな、伊織ひなの、有加里ののか ※ 先行配信作品
- リアル白衣の天使ナースさんにインポで童貞に悩む男のオナニー介抱してもらいました!! 美し過ぎる裸体のナースにギン勃ちしたチ〇ポをズブリ! 生中出しで童貞卒業させてくれました!（4月11日、アイエナジー）共演：希咲那奈、有岡みう
- TSFなりすましガール 3（4月11日、ROCKET）共演：加賀美さら、香椎佳穂
- 性悪School Girl Dominantに犯されてメスイキ! 敗北射精!!（4月16日、M男パラダイス）
- 天使の彼女で魔性の彼女は隷女の彼女 ＃さらら ＃女子力 ＃猟奇的な ＃Mk-II（4月23日、ヒプノシスラボ/妄想族）
- パンティ越しのプニプニま○この質感が良くわかる 小悪魔J○もっこりパンティMANIAX（4月23日、アロマ企画）共演：天馬ゆい
- M字開脚でマ○コ見せつけJOI 3（4月23日、アロマ企画）他出演：夏目れみ、月妃さら、夏巳ゆりか、宮名遥、森日向子、七堂蓮未
- ちゃんとゴムしたしセックスしても大丈夫でしょ」と言いつつゴムが破れていて妹とナマでヤッちゃった件を報告します! （4月23日、Hunter）他出演：七碧のあ、五十嵐美月、福田もも、川栄結愛
- 「洗濯終わるまでヒマだからエッチな事しませんか?」ゲストハウスのコインランドリーにいるワケありスケベ女子は洗濯待ちにサクッとセックス!?（4月23日、Hunter）他出演：藤田こずえ、冬愛ことね、白浜美羽
- 睡姦～すいかん～ カフェバイトに応募した少女たちの悪夢。（4月23日、Hunter）他出演：七碧のあ、宮名遥
- 尿道がバカになるほどイキ狂いおしっこが止まらないスプラッシュオナニー（5月1日、OFFICE K’S）他出演：美澄玲衣、遠山まき、立岡杏菜、有栖舞衣
- レズバトル敗者ペニバン屈服マッチ 04（5月3日、バトル）共演：目黒ひな実
- 秘密の男女混合試合リターンズ vol.08（5月3日、バトル）共演：目黒ひな実
- 「この新入生に思いっきりブチ込んでヤる!」知らずに入ってしまったヤリサーの新歓コンパで飲まされ続けて泥酔! エッチなゲームまでさせられ結局… 無理矢理やられて餌食になってしまった3人の可愛い新入生!（5月10日、Hunter）共演：市川りく、加賀美さら
- 歳の離れた従姉妹2人に挟まれ川の字で寝てたら…ウブなクセに超小悪魔! 大人顔負けのテクニックで両サイドからイタズラされて射精しまくり!（5月14日、Hunter）共演：真白みのり　他出演：皆月ひかる、角名つむぎ
- 「おじさんお願い…このままだと私だけ夏休み終わっても処女のままかも…」同級生に遅れを取るまいと夏休みの間に処女を捨てたくて焦っている姪っ子は誰でもいいからヤリたがっている!（5月14日、Hunter）他出演：柏木こなつ、夏白麻矢
- 修学旅行先のホテルで目を覚ましたらクラスメイト女子がレズってる! 気まずい! 起きれない! 目の前でそんな事されたら! パシリのボクが一発逆転! （5月14日、Hunter）共演：美音ゆめ、五十嵐美月、藤田こずえ、白浜美羽、冬愛ことね
- 校内立ちんぼ女子〇生! ホ別1.5? 校内でヤレばホテル代無料! 交渉次第でNNOK! 援交・パパ活する女子たちは最近公園で取り締まりが厳しく…（5月14日、Hunter）共演：深月めい、小島みこ、五十嵐美月、葵みれい
- 中出し温泉修学旅行（5月21日、無垢）共演：源川ゆずな、伊織ひなの、市成心海、有加里ののか
- お尻見 oshirimi No4（5月21日、タマネギ/妄想族）他出演：
- スカート巾着尻で助けを求められても我慢できない! 誰かもわからずにチ○ポをブチ込まれ嫌がりながら絶頂する敏感女（5月23日、ナチュラルハイ）他出演：有栖舞衣、桜木美音 ※ 先行配信作品
- 射精を受け止めたパンティを穿きオナニーする女の子。その姿に興奮して再びぶっかけ射精! 2 ～凌辱とご奉仕の濃厚スペルマ（5月28日、アロマ企画）他出演：天馬ゆい、桐香ゆうり、水瀬さな、Nia
- 映画観ながら、まったりしない？ 女友達とカジュアルにネットミセックス（5月28日、ダスッ!）共演：美園和花、源川ゆずな
- 効果抜群の媚薬クリームで人の妻頂きました（5月28日、マザー）
- フロントガラスに押し付けられたオッパイで超勃起! びしょ濡れビキニJ系洗車バイト! 旅館バイトで宿泊客の車を洗車してあげる女子〇生たち。（5月28日、Hunter）共演：かなめりあ、白浜美羽、有加里ののか、美音ゆめ
- 偶然か? 必然か? 図書館で奇跡のラッキーパンチラに遭遇! 無防備にパンチラしていたのでこっそり見ていたら、案の定バレてしまいヤバい! と思ったら、見られて興奮したのか露骨に見せつけてきた!（5月28日、Hunter）共演：市川りく、結城のの、香椎佳穂
- 色狂い盗撮魔Wの二人同時パパ活記録＃31・32（6月6日、蜃気楼）共演：宝田もなみ/他出演：織田花純、松宮ひすい
- 舐め犬シェアハウス クンニ大好きデカ尻お姉さん2人に飼われる夢の生活（6月11日、BALTAN）共演：美園マリカ
- メンエス嬢のオイルでヌルヌルになったストッキングを勃起チ○ポで突き破って挿入! 高田馬場の隠れ家メンズエステで施術中に我慢できずに勃起したら…（6月11日、Hunter）他出演：通野未帆、藤井レイラ、藤田こずえ、中丸未来
- だれとでも定額挿れ放題! 電車編 月々通勤or通学定期料金さえ支払えば『定額挿れ放題専用車両』に乗車している乗客、車掌さん…誰にでも挿れ放題!（6月11日、Hunter）共演：るるちゃ。、NATSUKA、夢川りあ
- 「このまま中に出しちゃう?」義姉は弟に密かな恋心! 我慢できず密着淫語で誘惑! 耳元で淫語を囁かれながらのピストン騎乗位で抜かずの連続中出し!（6月25日、Hunter）他出演：星空もあ、若宮はずき、宮沢ちはる
- 日常生活では絶対着ないマイクロビキニを着る女子たち 着用したままチ○ポにご奉仕 手コキとフェラで発射させてくれる（6月25日、タマネギ/妄想族）他出演：九井スナオ、岡本莉里、内田すみれ、あやせ舞菜、百咲みいろ
- 寝取られの館7 ～ダッチワイフにされた妻～（7月9日、ながえスタイル）
- 着ぐるみバイトはエッロいチアガールと楽屋が一緒! しかもカワイイ着ぐるみで油断したのか目の前で生着替え! 脱ぐのを忘れてガン見でフル勃起! 2（7月9日、Hunter）共演：前田美波、涼花くるみ、小野寺舞
- 先生はレズビアン?! 優しい家庭教師にマ○コが敏感過ぎて困っていると相談したばかりに早漏改善レズセックスをされてしまった敏感女子○生VOL.2（7月11日、DANDY）他出演：一条みお、星乃夏月、皆月ひかる、千石もなか
- ママ友に誘われたマッチングアプリで、‘推しの年下’を一緒に甘く飼い慣らす。（7月23日、マドンナ）共演：沖宮那美
- 同じマンションに住む若妻たちが入れ替り立ち替わり交代でボクのチ○ポ管理! 両親が旅行でいない間、お手軽不倫の相手にボクのチ○ポをロックオン!（7月23日、Hunter）共演：美澄玲衣、涼花くるみ、綾瀬ひまり、白浜みなみ
- 『まだ発射しちゃダメですよ～!』正社員のボクが2人の小生意気な年下派遣社員に射精管理されてます! でも我慢できずに大量発射! それを見た2人の小悪魔系女子社員はド淫乱化し何度も何度もボクに中出し要求!!（7月23日、Hunter）共演：藤田こずえ、市川りく、香椎佳穂、結城のの、中丸未来
- アナルのシワの数までハッキリわかる! スティックローター連続絶頂アナル見せオナニー2スティックローター連続絶頂アナル見せオナニー2（7月25日、アイエナジー）他出演：加藤結衣、希咲那奈、如月ゆの、三田サクラ、美園和花、響乃うた、夏川あゆみ、千石もなか、白川みなみ、黒川すみれ、結城のの　※ 出演パート先行配信
- 近親相姦が当たり前の岡本一家。（8月8日、ROCKET）共演：岡本莉里
- バットとボールを愛する乙女にバットとボールが生えちゃった!? かっ飛ばせザーメン！ふたなり女子野球物語（8月8日、ROCKET）共演：朝倉ここな、もなみ鈴
- 対面いじりと寸止めキスで焦らされ糸が引くほど舌を絡ませるレズキス発情娘（8月8日、ナチュラルハイ）他出演：美園和花、円井萌華、沙月恵奈、綾瀬こころ
- 「やめてください…」と言いながらも手コキし続けてしまう新人エステ嬢。2（8月13日、Hunter）他出演：柏木こなつ
- オマ〇コ食い込み超振動スクワット! 引っ張り棒をリフティングして超ハイレグ状態でイキ我慢チャレンジ! クリ擦れ＆振動マシン追撃でアクメ失禁しちゃう敏感早漏女子は罰ゲームでナマ中出しSEX! （8月20日、はじめ企画）他出演：海野いくら、中丸未来
- 後ろから耳元ささやき乳首イジリで勃起させ唾液ぬるぬる手コキでオヤジを弄ぶ小悪魔女子（8月22日、ナチュラルハイ）他出演：若月もあ、市川りく
- 願えば言いなり女子が出てくる魔法のロッカー 皆がオフィスで働く中、ボクは可愛い女子とエッチしてます。ここは会社の立ち入り禁止ロッカールーム。 （9月10日、Hunter）他出演：市川りく、皆月ひかる、天然美月
- 一般男女モニタリングAV 旅行中の大学生カップル即席W浮気企画 デカ尻女子大生が初対面のデカチン男子とタオル一枚で相席混浴! 彼氏よりも大きい勃起デカチンとの過激ミッションで恥じらいながらもJDオマ○コからは欲しがり汁が溢れ出す! 性欲丸出しの生チ○ポまたがり…（9月17日、ディープス）他出演：美澄玲衣、有栖舞衣
- ち○ちん危機一発ゲームでヤリマン女子の餌食になったバキバキ童貞のボク! 童貞のボクをからかってクラスのヤリマン女子がチ○ポをイジリまくり! （9月24日、Hunter）共演：川栄結愛、五十嵐美月、今井えみ、皆月ひかる、深月めい
- 人妻たちのガチイキ丸見えディルドオナニーXII（9月27日、グラフィティジャパン）他出演：宮西ひかる、水端あさみ、藤木紗英、一条みお、有賀みなほ
- 【遠隔ローター1/5】オマ○コを揺らすのは誰だ!? 女子大生2人組がリモバイを操作する犯人当てゲームに挑戦! 正解すれば賞金100万円! 失敗したらその場でデカチンＷ即ハメ! 激烈振動で羞恥と快感の同時攻撃に我慢できず膝ブッルブルの失禁悶えイキ!（10月1日、ディープス）共演：上坂めい　他出演：綾瀬こころ、南見つばさ 他
- おもらしパンティ手コキ（10月8日、犬/妄想族）他出演：宇佐美みおん、香椎佳穂、加賀美さら
- ナチュラルハイ25周年記念作品 合宿羞恥2 チア部女子たちを集団オナニーで言いなり化して大乱交SEX（10月10日、ナチュラルハイ）共演： 若月もあ、末広純、逢月ひまり、由良かな、五十嵐美月、千石もなか
- 帰省中の彼女が帰ってくるまであと何回デキるかな? 彼女が帰ってくるギリギリまでセフレ（彼女の親友）と何度も中出しSEXを楽しんだ（10月22日、h.m.p DORAMA）
- 【令和の女子〇生SEX事情】女友達は頼めば意外とヤラせてくれる? 遊び感覚でエッチする女子〇生急増! 仲の良いクラスメイト女子にエッチさせて…（10月22日、Hunter）他出演：天馬ゆい、千石もなか、小野寺舞
- いきなりイキまくってます! 1日の総射精回数30回以上確定! 女性ファッション誌編集部に就職したら男はボク1人でヤラれまくり数珠繋ぎFUCK!（10月22日、Hunter）共演：涼花くるみ、有加里ののか、望月あやか、藤田こずえ
- デカ尻パンチラとおっぱい密着オイルマッサージで勃起を誘うメンズエステ「お客様そんな動いたらペニスがパンティ破って入ってきちゃいますよぉ♡」10月24日、SWITCH）他出演：沙月恵奈、香澄せな
- 素人ナンパ中出し!!　美熟妻姉妹編（11）（10月27日、グラフィティジャパン）共演：安堂はるの/他出演：乃木ちはる、久我里依紗
- 卑猥行為 流出発禁映像 Vol.1（10月29日、神回）
- 噂の男性専用パーソナルジムではザーメン好きの軟体デカ尻インストラクターが密着指導でフル勃起させたチ○ポをスッキリ射精させてゴックンまでしてくれる（11月7日、ヒビノ）
- 義理の娘たちとエッチな同居性活はじめました。ミニスカぷり尻パンチラで父や兄弟の勃起チ〇ポを誘う小悪魔姉妹♡（11月7日、SWITCH）共演：七碧のあ、皆瀬あかり
- 素人女子大生が高額バイト代につられてヌードデッサンモデルに! マ〇コのビラビラまで丁寧に描かれる羞恥にマ〇コはグッショリ! 生で挿入されてイキまくり! 7（11月21日、アイエナジー）他出演：希咲那奈、竹内夏希
- 意地悪痴女な小悪魔逆レ後輩に毎日アナルまで弄ばれる理想のM男生活。（11月26日、MEGAMI）
- 人妻限定中目黒高級アロマエステ（3）（11月27日、グラフィティジャパン）他出演：安堂はるの、乙羽あむ、水瀬さな
- 突き出されたムチ尻から視線をそらそうとしても部屋中が尻だらけ? 5人の出張家政婦によるスペシャル片付けプランは、目のやり場に非常に困る（12月1日、OFFICE K'S）共演：華澄結愛、綾瀬こころ、千石もなか、朝比ゆの
- 恥じらう素人娘たちの生おっぱいモミまくり!! 6（12月1日、OFFICE K'S）他出演：朝比ゆの、由良かな、綾瀬こころ、華澄結愛、一条みお、楽園ミナ、皆月ひかる、花音うらら、岬さくら、真木今日子、冬愛ことね、祈山愛、桐香ゆうり、水端あさみ、愛瀬ゆうり、千石もなか、如月りいさ、優梨まいな、若宮はずき、夢乃陽菜、美泉咲
- 『挿れちゃうよ! これで童貞卒業だね』『やっぱり待ってくれ』幼馴染女子がちょいハメ挿入0.1cmでまさかの寸止め空気椅子状態! 太ももプルプル…（12月10日、Hunter）他出演：花音うらら、上坂めい、水卜麻衣奈、夢川りあ
- 戸惑いと欲情…素人美女のセンズリ鑑賞（12月10日、うさぎ/妄想族）他出演：真木今日子、祈山愛、朝比ゆの、千石もなか、美泉咲、水端あさみ、華澄結愛、綾瀬こころ
- 地獄のディープ・オーガズム 撃沈淫乱化ヒロイン LEVEL-02:元格闘家の女が狂乱する女体爆イキ性感処刑（12月17日、BabyEntertainment）
- 《チックスナイン》で相互乳首舐めしながらち〇ぽベロンベロンにしゃぶられ続ける（12月24日、アロマ企画）他出演：水瀬さな、円井萌華、弘中優、仲川そら、滝ゆいな、宇佐美みおん
- マジックミラーNTRマッサージ「本当に向こうから見えてないですか?」彼氏が隣にいるのに我慢できず大量潮吹きするほど感じまくる女子○生!（12月24日、Hunter）他出演：日向ゆら、藤田こずえ、美澄玲衣
- ノーカット真正中出しガチ本番 子宮に本物ザーメン20発（12月26日、なまなま）
- アナルのシワの数までハッキリわかる! ノーモザイク連続絶頂アナル見せオナニー30（12月26日、アイエナジー）他出演：逢月ひまり、天月あず、天乃のあ、美好柚伽、星七ななみ、都月るいさ、天馬ゆい、希咲那奈、沙月恵奈、岬あずさ、ゆめ莉りか
- 夫婦交換スワッピングパーティー! 奥手な若夫婦がヤリマン＆ヤリチン夫婦にSEXの新しい快楽を垂らし込まれました（12月26日、SWITCH）共演：浜崎真緒、兼咲みゆ

- 借金身代わり失禁レ●プ（1月1日、OFFICE K’S）他出演：千石もなか、綾瀬こころ、華澄結愛、朝比ゆの
- ハーレムでヘブン状態!! 視線が気持ち良すぎるセンズリ見せつけ倶楽部 2（1月1日、OFFICE K’S）共演：朝比ゆの、千石もなか／他出演：杉崎みさき、祈山愛、真木今日子、美泉咲、華澄結愛、綾瀬こころ、由良かな、夢乃陽菜、藤咲紫、水端あさみ
- 久しぶりに会った弟が妹になっていた!? ニューハーフ姉♀妹♂レズビアン性交（1月7日、グローリークエスト）共演：雫こころ
- 妄想淫ストラクター 現実と妄想の2画面ギャップ変態クロスオーバージム（1月9日、ROCKET）共演：加賀美さら、祈山愛
- この愛し方しか、知らない。 Case1（1月9日、SILK LABO）他出演：花宮レイ、緒川はる、広瀬結香 ※ 先行配信作品
- 太腿で顔面サンドウィッチされながら乳首と亀頭同時責めされ続けるむちむち3P性感（1月9日、アロマ企画）他出演：本真ゆり、岬あずさ、宇佐美みおん、和久井美兎、音羽美鈴、桐香ゆうり、Nia
- 同窓会で出逢った人妻になっていた初恋の女とラッキーSEXできちゃったもんね!（1月9日、SWITCH）共演：三田サクラ、兼咲みゆ
- どれい契約書03（1月10日、三和出版）他出演：須崎美羽 ※出演パートは先行配信の『債務者No.005 Sちゃん』
- 意地悪メイド様に痴女られアナルまで犯されて完全ペット化される メスイキ! M男ハウス（1月14日、M男パラダイス）
- 「絶対あの子だったらヤラセてくれるから!」ボクが20年以上も童貞なのを見かねた年下幼馴染が超可愛くて確実にヤレる女友達を紹介してくれた! が…（1月14日、Hunter）共演：涼花くるみ、音羽美鈴、皆月ひかる
- 私の夫を寝取ってください（1月23日、YONAKA）共演：玉城夏帆
- 彼氏の横で粘着クリいじりされ声も出せず隠しエロ顔しまくる女（1月23日、ナチュラルハイ）他出演：七原さゆ、羽月乃蒼
- 新人OLの乳首を狙った猥褻医師の不適切検診（2月1日、OFFICE K’S）他出演：朝比ゆの、千石もなか、華澄結愛、綾瀬こころ
- えっ!! こんな場所で!?  素人娘のドキドキこっそりフェラチオ（3）（2月1日、OFFICE K’S）他出演：紅色ぐみ、月野かすみ、朝比ゆの、華澄結愛、小松杏、優梨まいな、千石もなか、桐香ゆうり、綾瀬こころ 他
- 小悪魔ヒステリック痴女 M男のチンケツをヘトヘトになるまで強制犯し!（2月11日予定、AVS collector’s）
- 修学旅行で10人の可愛いクラスメイト女子と密着度200％大ハーレム乱交! 2（2月11日、Hunter）共演：有栖舞衣、五十嵐美月、市川りく、小島みこ、泉りおん、市井結夏、愛瀬ゆうり、乙葉らぶ、川栄結愛
- 「そんな勉強よりエッチな勉強しようよ」真面目な勉強会がエッチなおち○ちん勉強会に! 勉強に飽きたクラスメイト女子が勉強のストレスと性欲を…（2月11日、Hunter）共演：市川りく、泉りおん、市井結夏
- すごい…しゃぶりつきたい…ボクの朝勃ちチ〇ポで欲情した兄嫁が即尺! 何度射精しようが追撃バキュームフェラで何度も何度も搾り尽くされました!（2月11日、Hunter）他出演：小野寺舞、辻井ほのか、千鶴えま
- 激しく舌を吸われ続ける濃厚ベロチュー×トルネード寸止めオイル手こき2（2月11日、アロマ企画）他出演：桐香ゆうり、杉咲しずか、水瀬さな、美泉咲
- 時間停止シェアハウス。時間を止める事ができる神装置で好きな時に挿れたり、止めたりし放題。（2月11日、HSODA）共演：藤田こずえ、夢川りあ 他
- 素人妻ナンパ全員生中出し5時間セレブDX 97（2月15日、ロータス）他出演：宮城りえ、神谷咲良、堤セリナ、前田美波
- 指こねくり潮吹きアクメ 敏感な早漏マ○コを変態手マンで弄りまくれ（2月20日、ナチュラルハイ）他出演：八森わか菜、都崎あやめ
- 完全個人撮影 嫌ハメ「本当はイヤだけど…」これが現実です。好きでもない男にタダでヤラせるコスプレイヤー 界隈追放カメラマンの秘密映像3（2月20日、フジサン）他出演：椿りか、弥生みづき、渡辺まお
- 同窓会ハーレム乱交 同窓会に行ったら既婚者ばかりで僕だけが独身で笑い者に！でも、実は女子たちは独身の僕の事が気になってたみたいで…結局、モテまくって巨乳女子たちと同窓会でハーレム乱交になっちゃった話。（2月20日、オフサイド）共演：椿りか、菊池まや、咲野瑞希、若宮はずき、桐香ゆうり、美丘さとみ
- 「恥ずかしいから絶対に見ないで（実は私こんなにHなの…）」見られてなければ羞恥心ゼロ! 地味で恥ずかしがり屋な幼馴染女子の淫乱過ぎる本当の姿!（2月25日、Hunter）他出演：小野寺舞、夢川りあ、五十嵐美月
- オフパコ常連ド淫乱メスガキ美少女レイヤー達の絶頂アクメキメ込む人気Vtuber併せ2.5次元セックス撮影会!!（2月27日、MONSTERS）
- エグすぎる腰振りペニバン男潮吹きメスイキFUCK!! 小悪魔ビッチJ系にアナル犯されメス堕ちした教師たち（3月4日、FunCity/妄想族）
- 可愛い部下（※彼有り）と上司（※既婚）が高額賞金かけて野球拳で対決!?「部下に興奮するわけないよ！」なんて言いつつバッキバキ勃起しちゃう上司チ〇ポ「大きくないですか」部下の女性も恥ず恥ずエロ発情「秘密ですよ…」ってド不倫NTR中出しSEX（3月11日、脱ぐのは恥だがペニス立つ）他出演：新井リマ、月見若葉
- 清楚でまだHしてなかった彼女が、テニス部のコーチに弱みを握られ都合のよいオナホにされていた（3月18日、かぐや姫Pt/妄想族）
- 禁断介護（3月18日、グローリークエスト）
- 洗っていない汚チ●ポでもお構いなし!? 素人娘の即尺フェラチオ 口内発射編（3月18日、うさぎ/妄想族）他出演：流川莉央、乙羽あむ、皆月ひかる、有加里ののか、弥生みづき、藤田こずえ、有岡みう
- おちんちん平等法 ち●ぽ平等法がついに可決! ち●ぽの前ではみな平等!（3月20日、SEX Agent/妄想族）共演：美丘さとみ、椿りか、愛瀬ゆうり、竹内夏希
- ザ・和姦21 犯された男に狂う妻（3月25日、ながえスタイル）
- 完全CFNM 全裸ですけべ椅子に拘束され乳首弄りとトルネードオイル手コキ、いそぎんちゃく睾丸性感で骨抜きにされ続ける（3月25日、アロマ企画）共演：宇佐美みおん　他出演：前田美波、月野かすみ、和久井美兎、音羽美鈴、有賀みなほ、相沢澪
- 見せつけフェラからの他人棒ザーメンキッス2 究極のM男凌辱プレイ（3月25日、SEX Agent/妄想族）他出演：一場れいか、流川莉央、橘京花、千川とわ、桐香ゆうり、横峯めぐ
- 生徒会議中にバレたらヤバイ!! リモコンバイブ恥感（4月1日、OFFICE K’S）他出演：柏木こなつ、乙羽あむ、雅子りな、藤田こずえ
- 口の中の感触をじっくりと味わう、優しいスロ～フェラチオ 4（4月1日、OFFICE K’S）他出演：柏木こなつ、藤田こずえ、乙羽あむ、雅子りな、橘内ひなた、朝比ゆの
- 「おばさんレンタル」サービスリターンズ89 お願いすればこっそり中出しセックスまでさせてくれるエロくて優しいおばさんともっとすげーセックスがしたくなったのでおかわりしてみた（4月10日、熟女LABO）
- 初めての搾乳体験! バブみある制服少女が乳搾り＆童貞君におっぱいチューチュー吸わせておチ○ポをよちよち甘やかし射精させる授乳手コキに挑戦!? 母性溢れる授乳手コキでガチ勃起したおチ○ポをそのままぬぷっっと筆下ろしセックス（4月11日、赤面女子）他出演：新井リマ、月見若葉、羽月乃蒼
- シンプルイズベスト 主観足コキ（4月22日、SEX Agent/妄想族）他出演：月乃ルナ、清巳れの、真木今日子、藍瀬ミナ、那賀崎ゆきね、花里アカリ
- 高性能デカ尻肉便器中出しデシリットル さららちゃん（4月27日、なま中）
- 初めてのセンズリ鑑賞に興奮しちゃった素人娘⑤（5月1日、OFFICE K’S）他出演：柏木こなつ、雅子りな、朝比ゆの、橘内ひなた、弥生みづき
- ノーハンドフェラは奴隷の証! 15 手を使わずにフェラチオする8人の素人娘（5月6日、かぐや姫Pt/妄想族）他出演：橘内ひなた、五十嵐清華、桜木美音、星乃夏月、逢月ひまり、姫咲はな、透美かなた
- 汚染憑依パート2（5月8日、ROCKET）共演：波多野結衣、清巳れの
- 「えっ!? コレが実習? エロ過ぎません?」タイ古式マッサージスクールに入学したら男はボク1人! 実技講習は体に密着しまくり! スケベ過ぎてフル勃起（5月13日、Hunter）共演：柏木こなつ、日向ゆら、五十嵐清華、沙つむぐ、泉りおん
- ヤリサー合宿旅行2 【ヤリサー】と噂のテニスサークルで乱行体験！（5月13日、Hsoda）共演：末広純、星仲ここみ、市川りく、有加里のの、小野寺舞、流川莉央、広瀬このみ、桃瀬ひまり
- ど素人セフレ不倫 3（5月23日、穢土-EDO-）他出演：海埜ほたる、有賀みなほ、乃木ちはる
- おしっこ飲ませ家出少女。部屋に転がり込んで毎日ケツ穴オマ○コを舐めさせ続け、飲尿クンニSEXで喉を潤してくれる小便ぶちまけJ系ちゃん（5月27日、AVS collector’s）
- 素人おま○こくぱぁ観察9-キャリアウーマン編-輝くビラビラが透けて見えそうなほど4Kカメラ超接写至近距離で照れイキオナニー30ま○こ306分（5月27日、S級素人）他出演：那賀崎ゆきね、松丸香澄、四乃宮もも、美木ひなの、松井日奈子、水川潤、西尾まりな、十束るう、椎名心春、新井リマ、柏木こなつ、月見若葉、北岡果林、望月つぼみ
- 新入社員ワイセツ指導 パンスト固定バイブ 連続痙攣アクメ（6月1日、OFFICE K’S）他出演：静河、白石なぎさ、美咲音、千石もなか
- 本気の白濁マン汁を垂れ流してイキまくる!! 素人娘のおま〇こズボズボ指オナニー 9（6月1日、OFFICE K’S）他出演：前田美波、雪奈真冬、倉木しおり、藤井レイラ、天晴乃愛、市川りく
- 聖水痴女 男に小便を飲ませる事に興奮しちゃう性癖を拗らせたお姉さん（6月1日、OFFICE K’S）
- ヨガ体験教室の生徒で男は僕だけ… エロ目的での参加だと誤解されてはいけないと思えば思う程、美人インストラクターの突き出した美尻を見てチ●ポが反応してしまう…。下腹部の膨らみを見つかった僕は、体験コースには含まれていない集団エロレッスンに身を委ねてみる… ②（6月1日、OFFICE K’S）共演：静河、美咲音、千石もなか、白石なぎさ
- 素人娘×M男君マッチング! 普通の女の子に「痴女ってみて下さい」とお願いしたらM男君に興味津々で「乳首弱いんですか? w」とM性感開発して焦らしまくり顔騎と手コキで金玉空っぽになるまで搾精しても足りず…（6月3日、三和出版）他出演：倉木しおり、由良かな、白崎水麗
- えっ!? 80％? なにこの数字? ヤレる確率が可視化されてボクだけに見える世界! 3 なんだその頭の上に見えてる数字は!（6月10日、Hunter）共演：白石もも、綾瀬こころ、末広純、雨村梨花
- 「ちょっとイケナイコトしてみない?」絶対に手を出してはいけない美少女が小悪魔的な囁き！理性を失ったボクは何かに取り憑かれたかの様に何度も…（6月10日、Hunter）共演：千石もなか、琥珀やや、桃咲ノア、藤田ゆず
- ホイホイラバー 28 ～コノコノハメドリ～ 素人ホイホイLOVER・個人撮影・カップル・自宅・素人・美少女・ハメ撮り・女子大生・巨乳・美乳・美尻・敏感・顔射・黒髪・清楚・潮吹き・コスプレ・2発射・巨根（6月10日、素人ホイホイ/妄想族）※「天真爛漫美少女KISARA」名義　他出演：なつみ柑奈、宮城りえ、椎名心春
- 囚われの緊縛令嬢 DIDコレクション 3（6月13日、三和出版）他出演：泉りおん、有加里ののか
- 至近距離でパンティを見せつけてくれた挙句顔に被せられて濃厚フェラされちゃった僕（6月24日、アロマ企画）他出演：宇佐美みおん、あおい藍、星空もあ、天美めあ
- 狂気拷問研究所 残酷博士 episode. 2 ～キラキラ輝く学園のアイドル超強力媚薬イクイクぅ～強制淫覚地獄～（6月24日、AVS collector’s）
- 【搾乳/Pi●●●n/Br●●st P●mp tutorial】30人の素人女子による簡単! 初心者向け搾乳機の使い方講座 ついでに授乳手コキ発射のやり方（6月24日、S級素人）他出演：渡辺まりか、宮瀬夏純、小野寺舞、椿りか、足立友梨、宮西ひかる、星乃夏月、杏ここ、十束るう、長瀬麻美、深月めい、月見若葉、四乃宮もも、松井日奈子、谷あづさ、西尾まりな、新井リマ、有馬みずき、花音うらら、星七ななみ、星乃すみれ
- 上京前夜 友達から恋人に変わる日（6月26日、凸凹はぁと）共演：小野坂ゆいか
- 本物 小学校教師にガチ依頼! 悩める童貞君にリアル性教育してもらえませんか? 先生のディープキス♡ 授乳手コキ♡ マ〇コくぱぁ鑑賞で包茎チ〇ポがズル剥け勃起!「自然現象だよ」と優しく受けとめてくれる先生と禁断の筆おろしSEXまで!（6月26日、アイエナジー）他出演：白石なぎさ
- 素人娘 初めての感覚遮断イキ（7月1日、OFFICE K’S）他出演：和久井美兎、福田もも、千石もなか、Nia
- えっ!! こんな場所で!? 素人娘のドキドキこっそりフェラチオ ④（7月1日、OFFICE K’S）他出演：五十嵐清華、高城なぎさ、戸川なみ、七藤優亜、水瀬さな、有村のぞみ
- アナル舐めガチ勢 8（7月8日、アロマ企画）
- 未来科学SEXPO20XX 時間を止められたり、透明人間になれたり、人類の夢がついに実現!? 現在開発中の未来の神アイテムが実際に体験できちゃう、オトナの未来科学博がついに開催!（7月8日、Hsoda）共演：皆月ひかる、望月つぼみ、椎菜える、大浦真奈美
- 女子社員と二人きりオナニー 小悪魔オナサポ 10人（7月15日、プリモ）他出演：有馬みずき、前田美波、黒木れいな、十束るう
- 「ムラムラしたら家族でヌイて発散して!」家族総出の射精サポート応援団! 大学合格まで母と4姉妹が全面エロサポート! オナホ代わりに中出ししまくり!（7月22日、Hunter）共演：由良かな、雅子りな、夢川りあ
- ほらぁ…センズリこきなさい」痴女お姉様たちに手淫コントロールさせられちゃったボク（7月23日、犬/妄想族）他出演：小野寺舞、久和原せいら、八森わか菜、白石なぎさ、宮城りえ、静河、千石もなか、美咲音、望月つぼみ
- 物件内見にきたカップルの彼氏にあざといピタパン挑発で即ハメ浮気を誘い何度も寝取って中出しさせる小悪魔デカ尻不動産レディ（8月5日、ルナティックス）
- ROCKET 17周年記念ユーザーリクエスト祭り Buttock hole ～私は瞬間移動で彼の性処理壁尻となりました～（8月7日、Rocket）
- 水泳部で合宿所の大掃除! 視界に広がる女子部員の突き出した競泳水着尻に勃起が収まらず… 男はボク1人の水泳部で合宿に! 4（8月12日、Hunter）共演：愛瀬ゆうり 他
- 1男6女で家事とSEXは当番制! ちなみにボクはみんなの性欲処理担当!? 父が再婚した相手の連れ子は全員女! しかも超エッチなヤリマン義姉妹ばかり! 学校や会社では世間体を気にして性欲を抑えている義姉妹は、その反動で家ではボクのチ○ポを使って性欲を大爆発! （8月12日、Hunter）共演：愛瀬ゆうり 他
- 無防備な睾丸と裏筋を容赦なく刺激! 四つん這い悶絶回春サロン 2（8月12日、アロマ企画）他出演：TAE、宗像れな、二宮もも、藤井レイラ
- 恥じらう素人娘のおもらしパンティ手コキ（8月12日、うさぎ/妄想族）他出演：末広純、白石なぎさ、和久井美兎、福田もも、静河、千石もなか、幾野まち、Nia、美咲音
- 素人娘の全裸アナルヒクヒクオナニー（8月19日予定、かぐや姫Pt/妄想族）他出演：道久てん、一条みお、水川潤、わか菜ほの、宮西ひかる、優梨まいな、橘内ひなた、天月あず、倉木しおり
- 【個撮】どこでもフェラ21 11人（8月26日予定、かぐや姫Pt/妄想族）他出演：一条みお、宮城りえ、小坂ひまり、望月つぼみ、都月るいさ、雅子りな、橘内ひなた、尾崎えりか、椎名心春、森日向子
- 宅配業者のチ〇ポを狙う即尺ごっくん人妻（9月2日予定、ミセスの素顔/エマニエル）
- 自宅に遊びに来た姉の友達のデカ尻チア部J系のムレムレパンスト挑発に乗せられむっちり脚テクで何度もいいなりぶっかけ射精させられた。（9月2日予定、ルナティックス）
- 父の再婚で急に家が暗くなった!? 突然出来た家族が全員地味過ぎ! 義母は地味隠れ巨乳で義姉は喪女ニート! 更に義妹は腐女子ゲーマー! 仲良くなれる気がしないと思ったら… 全員超エッチでボクのチ○ポを通じて意気投合! 今では全員アヘ顔でボクのチ○ポを求めてきました! （9月9日予定、Hunter）共演：由良かな、玉城夏帆
- 地味子なのに初めてのセックスで経験人数が一気に5人! クラスの地味子が誘われた初めての乱交パーティー。2 ヤリマン女子が当然の様にセックスをする中…（9月9日予定、Hunter）共演：星乃夏月、渡来ふう、桜木えりか、泉りおん
- パパ活女子無許可中出しJ系 令和スキャンダル!! おチ♂ポ成敗（9月27日予定、ビッグモーカル）他出演：藍瀬ミナ、伊織ひなの

### VR
- 明るく元気な義妹! カワイイ妹にドキドキしてしまい… 誘惑された僕は…。（9月10日、unfinished）※「さら」名義
- 突然の大雨に濡れた制服にはりついたキミの肌がいつもよりエッチに見えた 恋愛なんて意識してなかったクラスメートの女子と中出し はじめてのVR（10月29日、本中）
- WSS(私の方が先に好きだったのに!!) 抜け駆け禁止!3人は運命共同体! 恋のトライアングル密着フォーメーション逆3P（11月19日、kawaii*）共演:美園和花
- HQ 劇的超高画質 サークル飲み後に拘束NTR 怒涛の快感で虜に「彼氏のより太くて大きくて気持ちいいです…」（11月25日、ブイワンVR）
- ボクのカノジョは体育会系新体操部女子大生 180度大開脚軟体セックスで奥まで密着挿入（11月30日、KMPVR-bibi-）
- 一か月洗ってない臭いチ○ポでピンサロ行ってみたw 都内優良店の顔◎、スタイル◎、サービス◎の嬢たちが、俺のドブ臭チ○ポを涙目で我慢しながらも一生懸命しゃぶる姿がエロ過ぎて草www（12月31日、SODクリエイト）他出演:美園和花、宝田もなみ

- 女子校生の口をひたすら弄るVR（1月8日、KMPVR）※オムニバス作品
- エビ反りイキを体験するVR（1月14日、KMPVR）※オムニバス作品
- 体育大学4年生 経験希少女子 さらさん（1月19日、KMPVR）
- HQ60fps 脱衣あっち向いてホイ! エッチなゲームで酔って脱いで乱れまくるイチャイチャSEX（3月12日、TEPPAN）
- 女の子のイキ顔を観察するVR（3月17日、KMPVR）※オムニバス作品
- 【路線バス×リモバイ絶頂】お嬢様ルックスのめっかわ音大生が野外露出でマゾイキ覚醒! クラリネット演奏で鍛えた口淫テクでスケベフェラご奉仕☆うっとり顔で何度も絶頂を繰り返す未成年マ●コに特濃なま中出し!!（3月23日、しろハメVR ）※「長谷川るい」名義
- 完全真上アングル ベッドに横になったまま上から責めてくれる唾垂らしメンズエステ（3月26日、ナチュラルハイ）
- まんぐり系オナニーVR@Tバック（4月2日、KMPVR）※オムニバス作品
- 毎朝毎朝、他の生徒が登校してくるまでの数分間、お尻誘惑してくる教え子に勃起してしまい…。（4月6日、RADICAL）
- 果たして誰に喰われちゃうのか? イベントサークルに入ったらヤリマン女子だらけで男は僕1人!! しかもサークル打ち合わせと称して1週間両親不在の僕の家で昼から宅飲み!! 飲むだけならいいのですが我先にと僕を奪おうとしてくるんです!! しかもしかも…TYPE-A（6月16日、お夜食カンパニー）他出演：田中ねね、有村のぞみ、宮沢ちはる、堀内未果子
- 果たして誰に喰われちゃうのか? イベントサークルに入ったらヤリマン女子だらけで男は僕1人!! しかもサークル打ち合わせと称して1週間両親不在の僕の家で昼から宅飲み!! 飲むだけならいいのですが我先にと僕を奪おうとしてくるんです!! しかもしかも…TYPE-B（6月16日、お夜食カンパニー）他出演：田中ねね、有村のぞみ、宮沢ちはる、堀内未果子
- 果たして誰に喰われちゃうのか? イベントサークルに入ったらヤリマン女子だらけで男は僕1人!! しかもサークル打ち合わせと称して1週間両親不在の僕の家で昼から宅飲み!! 飲むだけならいいのですが我先にと僕を奪おうとしてくるんです!! しかもしかも…TYPE-C（6月16日、お夜食カンパニー）他出演：田中ねね、有村のぞみ、宮沢ちはる、堀内未果子
- 果たして誰に喰われちゃうのか? イベントサークルに入ったらヤリマン女子だらけで男は僕1人!! しかもサークル打ち合わせと称して1週間両親不在の僕の家で昼から宅飲み!! 飲むだけならいいのですが我先にと僕を奪おうとしてくるんです!! しかもしかも…TYPE-D（6月16日、お夜食カンパニー）他出演：田中ねね、有村のぞみ、宮沢ちはる、堀内未果子
- 触れる度に夢中にさせる全身濃密kiss彼女（6月21日、KMPVR-彩-）
- しっぽり夜這い店。女の気持ちイイ箇所を永久的に貪る風俗実話（7月24日、KMPVR）※「Sara」名義
- 【VR】ドキドキのサークル宅飲み!! 5人全員イッキ見コンプリートDX 超お買い得4作品セット! イベントサークルに入ったらヤリマン女子だらけで男は僕1人!! しかもサークル打ち合わせと称して1週間両親不在の僕の家で昼から宅飲み！！飲むだけならいいのですが我先にと僕を奪おうとしてくるんです!! 　※『果たして誰に喰われちゃうのか? イベントサークルに入ったら〜』TYPE-A〜TYPE-Dのコンプリート版
- 思春期リビドー全開! 健気カワイイ宇流木先輩と部室でハメまくったあの日（12月10日、CASANOVA）

- 極上神アングル! 見上げれば超天国! 4人の幼馴染と夢のハーレム特化VR! 昔からボクの事が大好きな4人の年下幼馴染はエッチも大好き女子○生! 暇さえあればボクの部屋にやって来てボクが何をしていようがお構いなしにチ○ポを求めてくる! （4月19日、Hunter）共演：高梨有紗、佐野なつ、河奈亜依
- 美女のTバック尻圧に血圧上昇! 究極顔騎VR（7月26日、KMPVR）※オムニバス作品
- S-Cute VRフェラチオコレクション 美少女の口マンコで口内発射8連発!（8月1日、S-Cute）※オムニバス作品
- 女子校生に机の下でイタズラを（9月28日、KMPVR）※オムニバス作品
- J●チクビ育成 脳みそが真っ白になって何回もイっちゃうよぉ!! ビンカン女子校生8名（9月30日、KMPVR）※オムニバス作品

- 「お兄ちゃん大好きだよ」【本物J○専門店！時間無制限! 発射無制限!】激カワなツインテール＆ルーズソックスJ○がイチャラブご奉仕【洗体・エロマッサ・足コキ】SEX! 極狭キツマンに何度も精液射精!【淫手コキ・口内発射2発射・中出し3発射】ゴムNG…（3月4日、こあらVR）
- 女子校生のオナニーを見ながらシコらされるVR（3月20日、KMPVR）※オムニバス作品
- 「たくさん私のオマ○コで気持ち良くなってくださいね◆」朝でも夜でも即ハメ出来る【俺専用ロ○エロメイド!】S級美少女のご奉仕＆超絶幸せなイチャラブを愉しみ【ごっくん・顔射・中出し4発射】孕ませSEX!（4月19日、こあらVR）
- 手袋に包まれて射精する快感。【手袋フェチ手コキ特化VR】14人完全撮りおろし（5月1日、こあらVR）※オムニバス作品
- ●●大学TENNISサークル合宿旅行VR ～忘れられないひと夏の乱交な YOASOBI 2O23～（6月20日、unfinished）共演：天然美月、皆瀬あかり、如月ゆの、 水卜麻衣奈、真白みのり、蘭々
- 8Kディルドフェラチオ（12月15日、AQUA）他出演：海埜ほたる、夏目れみ、さつき芽衣、百合園みおり、宝生めい
- ベロキスディルド手コキオナサポ2（12月22日、AQUA）他出演：沙月恵奈、海埜ほたる、和久井美兎、はぴまる、市河明日菜、夏目れみ

- お姉ちゃんがオナニーしているのを見てしまった僕は..（1月24日、AQUA）
- パンストに包まれたむっちり下半身で僕を犯して下さい。（2月7日、AQUA）
- 【8KVR】そなたに時間を止める能力を授けよう! 謎のストップウォッチで自由自在に時間を止めて、同級生も担任教師も好き放題のヤリ放題!! 時間停止VR2（3月12日、Hunter）共演：美澄玲衣、日向ゆら、雅子りな
- お風呂上がりのすっぴん美女とイチャイチャ（3月21日、AQUA）他出演：宮西ひかる、水端あさみ、竹内美涼、松本梨穂、桐谷すずね、松下りこ、横峯めぐ、優梨まいな
- 【8K】ハイパー卑猥アングル 肉厚プリ膣＆デカ尻＆結合部フェチ淫乱ポーズSPECIAL!!!（6月12日予定、SODクリエイト）
- 地味子の得意分野は勉強とデトックスだけ。家に招いた押しに弱い生徒。巧みに手荒に指導するエステティシャン専門学校の闇（7月5日予定、KMPVR-彩-）

### ネット配信
- さら（10月7日、しろうとがーる）※「さら」名義
- 【立体感バツグン神尻バレリーナ】天真爛漫!笑顔が素敵なバレエの先生は教え子のパパを寝取っちゃう小悪魔ヤリマンビッチだった!!バレエで鍛え抜かれた美BODYを全身舐めしゃぶる!びっちょり濡れたマ●コを電マとバイブで追撃!鬼イカセ!!仕返し淫技で精子を吸引!ごっくん&中出しSEX!!!＜エロい娘限定ヤリマン数珠つなぎ!!〜あなたよりエロい女性を紹介してください〜71発目＞（10月10日、プレステージプレミアム）※「うらら」名義
- まりな（10月22日、E★ナンパDX）※ 「まりな（20）」名義
- へべれけ新卒OLが上司を誘惑! 宅飲みでイイ雰囲気に→肉食女子の本領発揮!（12月2日、DOC）※ 「ササキさん」名義
- 【こう見えて、痙攣絶頂しまくります】黒髪純情系な見た目のスポーツ女子大生を彼女としてレンタル!口説き落として本来禁止のエロ行為までヤリまくった一部始終を完全REC!!サイクリング&夜景デートを楽しんだ後は、ホテルでガチ恋濃厚SEX!!痙攣しながらイキまくるスポーツ女子のプリ尻&美巨乳が最強に抜ける!!【エロ過ぎるギャップ・オブザイヤー2020】（12月6日、プレステージプレミアム）※「沙羅」名義
- さら（非・清純系美女）（12月9日、おっぱいちゃん）
- サラ（12月16日、MOON FORCE）※「サラ」名義
- 家庭教師がJ●と禁断の性教育実習で熱心に4回も中出し（12月24日、しろうとまんまん）※「さらちゃん/18歳」名義

- AV男優に極め尻ストーカー美少女が出没! 美少女の歪愛が極まり無事に出演決定!! 歓喜の生チン挿入で痙攣桃尻!! おかわり要求の欲深美少女の純愛SEX!! お尻中心に悦びと快楽の爆心地のケイレン昇天ナカ出しでお互い大満足!! /AV男優の電話帳/No.56（1月12日、prestigepremium）※「さやちゃん/20歳」名義
- 超天真爛漫なアイドルフェイスJ○がおち○ぽ求めてファミレストイレに突撃！エッチが大大大好きなおてんば痴女にエロ動画をダシに恐喝(笑)されホテイン→カメラびしょ濡れレーザー潮をピュピュッと乱射！中・口・顔、イッてイッて出しまくり！！【さきちゃん(彼女)とおじさん(彼氏)の特別な一日】（1月24日、しろうとまんまん）※「さきちゃん」名義
- うるちゃん（2月12日、素人ホイホイZ）
- 元々敬遠していたAVに魅力を感じ、自身が出演したいとまで思うようになったお天気お姉さん。憧れのAV女優達のようになりたい…磨き上げた可憐なボディはもはやその憧れの存在と肩を並べるほどに美しく艶かしいものに…（2月24日、ラグジュTV）※「下野遥 27歳 テレビ局勤務（お天気キャスター）」名義
- 百戦錬磨のナンパ師のヤリ部屋で、連れ込みSEX隠し撮り 192 ダンサーを目指し、練習時間を作るため週3のバイトで食いつなぐ少女をナンパ⇒ヤリ部屋お持ち帰り成功! 柔らかい身体に見事な腰つきと、その練習の成果をエッチでも発揮していく! （3月2日、ナンパTV）※「さら 20歳 フリーター(ダンサーの卵)」名義
- 【初撮り】【発展途上の若身体】【こっそり絶頂】エッチな話をするのも恥ずかしがる初々しい20歳女子。我慢していた声が漏れ始めると.. ネットでAV応募→AV体験撮影 1477（3月6日、シロウトTV）※「さら 20歳 バレエ講師」名義
- 【裏風俗】顔・乳・尻・声!! すべてがエロい美スタイル女子大生がフルスロットル絶頂! 中出しだけじゃ出しきれないザーメンおかわりフェラ⇒キンタマに残った精子ぜ〜んぶ顔射で受け止める2連射SEX!（3月8日、黒船）※「まい」名義
- 非・清純系美女　さら（3月9日、おっぱいちゃん）
- 絶対主観!! もはや精子が枯渇寸前! 超気持ちイイッ!! 乳首舐め手コキ #1 （3月11日、DOC）他出演：森日向子、成田つむぎ
- 【パパ活潜入・エミリちゃん編】経験人数たった1人☆資産家の箱入り娘が180度大開脚で膣イキ覚醒! 古風な貞操観念をブチ壊す鬼ピストンで中出し!! （3月26日、黒船）※「エミリ」名義
- 妻がいる至近距離で寝取りエステ 平然とマッサージしながらこっそりチ○ポを挿入し腰振り騎乗位で中出しまでさせる清楚なふりして小悪魔エステティシャン（4月26日、ナチュラルハイ）
- 主観大好き!! エチ過ぎ注意!! すんごいレロレロベロチュー手コキで射精待った無し! 1（4月29日、DOC）他出演：広瀬なるみ、東條なつ
- 蒼い彗星　7th　青いオナクラ（5月25日、Pcolle）
- 昏睡姦　青いオナホール（5月25日、Pcolle）
- さら（5月21日、俺の素人-Z-）
- 全裸カタログ Vol.6（5月27日、全裸カタログ）他出演：REMI、若宮穂乃、初愛ねんね、沙和れもん、黒川さりな、尾崎なお、東条なつ、舞奈みく、緑川みやび
- 【激カワ美少女】【JDチアガール】さらちゃん参上! 若さ溢れる彼女の応募理由は『全国のおち●ぽを元気にします♪』彼女の全部をさらけ出した姿で貴方のおち●ぽを応援します!? 【おち●ぽ大好き】ガッツリが好きド変態チアガールのカチカチおち●ぽをぶち込まれ本イキ連発!! 快楽と興奮に乱れ舞うSEX見逃すな!（6月1日、ARA）
- URUCHAN 笑顔爆発。美少女の極み。（6月17日、素人ホイホイFriends）
- ムチプリ極上尻コキ!! ＃1 私のでっかいお尻で気持ち良くしてあげる…!!（7月1日、DOC）他出演：朝陽えま、永井マリア
- 最高の搾精美女による手コキ祭 vol.04（7月29日、手コキ祭）他出演：若宮はずき、辻井ほの、愛花あゆみ、堀北わん
- 怒涛のおかわり二連顔射!! 空になるまで搾り取る限界ヌキ!  （8月12日、DOC）他出演：河北恵美、野々宮蘭
- ピチピチのチアガールとサボり旅へ! ニコニコハイテンション&ウブリアクションに我慢汁垂らしつつ、いざSEXってなったら止まらない痙攣&精子飲みたがりとエロ過ぎる豹変!! キモチイからって中出しOK!? サンキュー!!!：今日、会社サボりませんか? 39 in 五反田（8月23日、DOC）
- 性欲ハツラツ! シャイガール!（9月8日、素人ホイホイsweet!）※ 「URK」名義
- さり（11月11日、ION デートNOW!!）※ 「さり（26）」名義
- さらちゃん（11月16日、素人ホイホイ）
- S72ちゃん（12月31日、蜃気楼）

- 【がんばれ受験生!】ピッチピチ令和4年受験生に合格成就の御利益精子を種付け! 子宮に直射される精子が気持ち良すぎて白目アクメのフレッシュすぎる18歳!【カウントダウン射精】（1月23日、FC2）共演：本田さとみ
- ぷにもえの152 放送事故やらかした!? ティーンの現役美少女ライバー お小遣い稼ぎ顔出し同人AVデビュー!! えっち大好きごっくん大好き大絶頂のハッピー3P初ハメ撮り77分!!【2衣装】（1月31日、Getchu.com）
- 【初体験】Ｚ世代特有のゆるふわ価値観でアヘ顔晒して複数ちんぽを咥えてよがる!! 顔出し系美少女ライバーちゃん笑顔の絶頂連続中出しごっくん4Pハメ撮り!!（2月13日、Getchu.com）
- 暗闇に乗じてどちゃエロナースさんが逆SEX!? マグロ状態のＭ男くんに怒涛の手コキフェラ責め＆デカ尻素股で 大量射精!!一滴残らず舐め取る精子大好き10代痴女レイヤー!! +写真集もあるよ（3月4日、Getchu.com）
- さらちゃん #私立#普通科（3月27日、俺の素人-Z-）
- 宇流木さら 笑顔でパンモロ！ノーパン180度開脚！ハイテンション美少女の制服ベスト（4月15日、LOVEPOP）
- サラ(23)【ダンス講師/美少女/自由奔放/浅●デート/いちゃらぶ/押しに弱い/ガチイキ/ダンス美尻/電マ狂い/連続2回戦/スパイダー騎乗位/精飲好き/マッチングアプリ/出会い系ナンパ #001】（4月30日、プレステージプレミアム）
- 宇流木さら 語りかけで一体感が半端ない! 元気に激しく動かそう! ダンス編（5月7日、LOVEPOP）
- さら（5月27日、素人ムクムク）
- 宇流木さら　様々な表情・誘惑する動き・開脚パンツ! 恋人気分で楽しむガーリー（5月29日、LOVEPOP）
- さらちゃん【素人ホイホイPV/美少女/清楚/美乳/顔射/ハメ撮り/個人撮影/モデル/コスプレ/ギャラハメ】（6月3日、素人ホイホイ）
- 宇流木さら リアクションが楽しい! きれいに大胆にパンモロしてマット運動（6月7日、LOVEPOP）
- みーぱん＆ひよたん（6月12日、いんすた）共演：本田さとみ
- さっちゃん（6月17日、浮遊僧）
- 素人娘のフェラ抜きアルバイト おしゃぶり上手なエロ女たちのパパ活ザーメン搾り（7月1日、マックスエー）他出演：渚みつき、前乃菜々、逢見リカ、若月みいな、高瀬りな、蘭華、日泉舞香、姫咲はな、東條なつ
- いもうとケータリングサービス～ぴちぴちZ世代のアニ声エロギャップ甘えんぼ天使 （7月30日、桃太郎映像出版）
- 舞ワイフ 二宮咲良 27歳 蒼い再会（8月9日、舞ワイフ）
- さら（8月12日、S-CUTE）
- さら2（8月12日、S-CUTE）
- 丁寧すぎるお掃除フェラで勃起誘発! 上下のお口でいただきます♪（9月19日、カムカムぴゅっ!）
- 【きつねダンス】元フ〇イターズガール-限定発売-（9月21日、FC2）共演：宝田もなみ
- 制服で食べられちゃう軟体潮吹きSEX（9月26日、S-Cute）※ さら（21）名義（DVD『黒髪軟体美少女とドスケベエッチ』の一部）
- 舞ワイフ 咲良さん（10月22日、舞ワイフ）※「咲良さん 27歳」名義
- 女子寮ギャル私生活 隠し撮り覗き244（10月28日、galsapartment）
- 女子寮ギャル私生活 隠し撮り覗き243（10月31日、galsapartment）
- 机の下カメラで見るギャル達の下半身131（11月1日、Under Desk）
- 天性の床上手。気で明るくカワイイ○大チア部。マジで不思議なほどヌけるハメ撮りです。（11月3日、FC2）
- もなみ＆さら（11月7日、俺の素人-Z-）共演：宝田もなみ
- うるるん（11月11日、ギャルpay）
- 女子寮ギャル私生活 隠し撮り覗き245（11月4日、galsapartment）
- 女子寮ギャル私生活 隠し撮り覗き246（11月8日、galsapartment）
- 女子寮ギャル私生活 隠し撮り覗き247（11月24日、galsapartment）
- 女子寮ギャル私生活 隠し撮り覗き248（11月29日、galsapartment）
- ららちゃん（12月8日、いんすた）
- 机の下カメラで見るギャル達の下半身133（12月8日、Under Desk）
- 【超貴重】読者モデル 女子大生 モデル彼氏のSEXテクにハマってメス堕ち！おうちSEXで生ハメ絶頂しまくり【流出厳禁】（12月8日、HMN WORKS）
- 女子寮ギャル私生活 隠し撮り覗き249（12月13日、galsapartment）
- 素人パンチラ in 自宅で個人撮影会 vol.065【ラッキーコスプレ美女4セット】チャイナ＆バニー娘で年越し（12月29日、HMN WORKS）他出演：白石みき、葉月シュリ、本田さとみ

- さら（1月13日、アイドリ）
- 心優しい人妻さんがチャレンジする彼女ができず毎晩寂しい男性に唾液ダラダラ密着ベロチュー素股ケア! 直でズリマンされどんどん大きくなるデカマラにクリトリスを刺激され絶頂オメコに生中出し! 糸引くほど濡れた欲求不マ○コに巨根をねじ混み激ピストン! ～なつめ編～（1月28日、サディヴィレナウ!）
- 【ごっくん5連発】戸〇恵梨香似の美女が魅せるごっくん愛全開の大量ザーメン飲精フェラNo.17（2月7日、FC2）
- るか（2月9日、イカセ素人）
- さらちゃん（3月1日、素人ホイホイ）
- さらちゃん（3月3日、俺の素人-Z-）
- 家まで送ってイイですか？case.217 股割り270°開脚オマンコくぱぁ!【ドMチアダンサー変態マーベラスSP】やっぱり体育会系は本能的、理性ゼロ、底なしエロ沼だった！4連射超え…⇒心の隙間をチンコで埋める! 終わらない欲しがり無限大ループ⇒全身性感帯…●も性感帯！目がイっちゃってる! イクこと極めてる! ⇒ネアカ爽やか女子…大好きなチアダンスが嫌いになった…突然の涙（3月17日、ドキュメンTV）※「広瀬さん 27歳 チアダンスの先生」名義
- 扉を開けたらすぐフェラチオ! デリヘル嬢の神テク即尺プレイ動画流出! 9名（3月20日、Flower）他出演：新村あかり、水谷あおい、工藤ララ、大原あむ、蘭華、伊南えりか、柊紗栄子、日泉舞香
- さら＆こなつ（4月5日、素人ペイペイ）共演：柏木こなつ
- さらちゃん（娘）（4月28日、ホームメイド）
- M144ちゃん＆S144ちゃん（5月19日、蜃気楼）共演：宝田もなみ
- 下品なオナホ顔でジュボジュボしゃぶりつく! フェラチオが上手すぎる素人娘10名（5月20日、Flower）他出演：一条みお、川原かなえ、涼花くるみ、佐野なつ、白雪ひめ、愛乃零、岸和水、伊東紅蘭、大原あむ
- さらちゃん（7月22日、俺の素人-Z-）
- 親友同士が挑戦する★逆転手コキBATTLE! 手コキしてるキミが射精させたらLOSER! 即ハメ中出しセックスDEATH! アタッカーは、チ○ポは触らぬスーパー痴女プレイで暴発発射させろ! 勝ったら賞金10万円! 仁義なき ‘ロシアンルーレット手コキ’ ～けいこ・みなみ編～（8月10日、ドキュメンTV）共演：中条りの
- 初ゼンタイ体験着衣越し性感覚醒（9月4日、SHANGRILA TIGHTS）
- 麻酔で眠らせた女子○生を拘束してクリトリス吸引アクメでグッタリするまでイカせる悪徳歯科クリニック 淫乱落ち黒髪美形ガール（9月7日、電脳ラスプーチン）
- イチャイチャしながらSEXを楽しむカップル（9月9日、投稿マーケット素人イッてQ）
- パパ活しまくりテクニック抜群! 楽しそうにチンしゃぶフェラアナル舐め奉仕してくれるド変態エロ娘。個人撮影10名 2（10月20日、Flower）他出演：ここな友紀、伊東紅蘭、川原かなえ、NATSUKA、岸和水、白雪ひめ、辻さくら、愛乃零、ジューン・ラブジョイ
- 扉を開けたらすぐフェラチオ! デリヘル嬢の神テク即尺プレイ動画流出! 10名 part3（11月20日、Flower）他出演：塚田詩織、ジューン・ラブジョイ、はぴまる、さのさとり、結城りの、伊東紅蘭、岸和水、佐藤ののか、佐野なつ
- アオイ（12月11日、援堂山）
- アオイ 2（12月18日、援堂山）
- 【大絶叫! 体操部の後輩をくすぐり拷問の刑に!】（12月20日、アドア）
- 【暴れ回る元気なチアガール美女の足裏をめちゃくちゃに! 限界くすぐりプレイ!】（12月20日、アドア）
- 「精子全部飲んでください!」素人娘の連続ごっくん大量精飲フェラチオ! 3（12月20日、Flower）他出演：塚田詩織、岸和水、佐藤ののか、伊東紅蘭、結城りの
- 暴発! 不意打ち射精! 素人娘の乳首舐め手コキ!! 2（12月20日、Flower）他出演：美園和花、岸和水、緒川はる、菊池まや、水原みその、佐々木咲和、塚田詩織、大原あむ、鈴木真夕、日泉舞香、辻さくら、岬あずさ、夏海さや、天晴乃愛、富井美帆、結城りの、望月あやか
- 【地獄の大の字ベッド拘束くすぐりの刑!】（12月30日、アドア）
- 【超絶美女による主観F/Mくすぐり＆乳首責めプレイ!】（12月30日、アドア）
- 【足裏くすぐりではじまり、乳首イキで終わるくすぐり作品】（12月30日、アドア）
- 【必見! 明るい美少女に乳首くすぐりをした途端に反応が激変プレイ!】（12月30日、アドア）
- 「パパ活美女にくすぐりゲームを試したら激弱だった!」（12月30日、アドア）
- 「傑作★逸材発見! 体操服の元気娘に最強の人力拘束くすぐりプレイ!」（12月30日、アドア）

- 隣に住む女子校生が毎回精子を飲みにきます。（1月11日、アキノリ）
- さら（1月28日、素人ムクムク-夢中-）
- しゃらら（2月4日、ギガンテス）
- 「元気なさららちゃんのジタバタくすぐりチェック!」わかしラボVol.035- 1（2月7日、アドア）
- 「大暴れで素直にはさせてくれないさららちゃんのくすぐりストレッチ!」わかしラボVol.035- 2（2月7日、アドア）
- 「足をジタバタさせる女の子は足枷にガッチリ拘束してくすぐるに限る!」わかしラボVol.035- 3（2月7日、アドア）
- 「【F/Mくすぐり】元気な女の子から復讐の拘束くすぐりを受けるM男!」わかしラボVol.035- 4（2月7日、アドア）
- 「元気が有り余る女の子もガッチリ大の字拘束で無抵抗にしてくすぐりまくる!」わかしラボVol.035- 5（2月7日、アドア）
- 「暴れてもくすぐったい部分は隠せない！ 吊り拘束でさららちゃんをくすぐりまくる!」わかしラボVol.035- 6（2月7日、アドア）
- 「【F/Mくすぐり】バンザイ拘束で無抵抗なM男をイジワルにくすぐるさららちゃん!」わかしラボVol.035- 7（2月7日、アドア）
- 巨大女フェチ！人気女優 宇流木さららチャンの顔舐め唾責め歯観察（2月7日、アドア）
- 《衝撃45連続イキ》【電車チカン】★正統派美少女がマ○コ丸出し下着でチカン待ち★先生のチ○コを妄想し学校のトイレでオナる変態J○（2月9日、Pcolle）
- チャレンジ! タイマー電マ さらら（2月17日、大洋図書）
- チャレンジ! タイマー電マ さらら まち（2月17日、大洋図書）他出演：幾田まち
- さらちゃん（2月17日、シロウト速報）
- SNAP×SNAP model.009_あきら（2月23日、SNAP×SNAP）※「あきら」名義
- 先生と先輩に無理やり3P 壁ドンイラマ＆正常位で連続イキ（2月24日、ビッグモカール）※「あきら」
- パパ活女子の実態調査☆イマドキ美少女たちがお金と引き換えに痴態を晒すリアルハメ撮り性交記録!!（2月24日、黒船）他出演：向井藍、羽生ありさ、森日向子、斎藤みなみ （※ 出演部分は、2021年『【パパ活潜入・エミリちゃん編】経験人数たった1人☆資産家の箱入り娘が180度大開脚で膣イキ覚醒! 古風な貞操観念をブチ壊す鬼ピストンで中出し!!』と同じ）
- さらら（2月25日、いんすた）
- 【初恋エッチ】さらら 学校最後の夏休み 2人だけの秘密。大人デビューを記録した思い出青春生ハメ中出し学生個撮映像流出（2月26日、HMN WORKS）※ 2月25日配信開始の『さらら』に未公開映像を加えたもの
- ロゼ＆ゆめ＆なみ＆すみれ＆さらら＆アリス（3月22日、SILK LABO）共演：加藤ロゼ、彩川ゆめ、戸川なみ、内田すみれ、アリス・エルナンデス
- リアル白衣の天使ナースさんにインポで童貞に悩む男のオナニー介抱してもらいました!! 美し過ぎる裸体のナースにギン勃ちしたチ○ポをズブリ! 生中出しで童貞卒業させてくれました! （3月25日、アイエナジー）
- 【国民的アイドル個人撮影】ハメ撮り流出・2期生さららちゃん（23歳/Dカップ）（3月29日、坂の上のシロウト）
- 塩対応パ〇活クソ生意気な港区女子に自分の立場を理解（わか）らせる。（4月6日、素人ムクムク-塩PP-）※「SARARA」名義
- ひとときだけの恋人（4月10日、SILK LABO）
- キミは僕だけの（4月24日、SILK LABO）
- 【4Kリマスター】宇流木さら 制服ジャンパースカート（4月27日、LOVEPOP）
- スカート巾着尻で助けを求められても我慢できない! 誰かもわからずにチ○ポをブチ込まれ嫌がりながら絶頂する敏感女 オフィスレディ編（4月29日、ナチュラルハイ）
- 尿道がバカになるほどイキ狂いおしっこが止まらないスプラッシュオナニー（5月1日、OFFICE K’S）他出演：美澄玲衣、遠山まき、立岡杏菜、有栖舞衣
- さらら＆ゆゆ（5月1日、素人ムクムク-ハーレム-）共演：江澄ゆゆ
- 媚薬オイルマッサージ 痴漢盗撮＆中出し素人娘VOL.56 超強力媚薬を配合したマッサージオイルを施術中に知らずに塗りこまれたオンナは、身体の火照りに驚き、チ〇ポを欲しがる自分に戸惑い、垂れ出したマン汁に恥ずかしがりながらも生ハメ中出しまで欲してしまう! （5月2日、西新宿マッサージ本舗）他出演：天晴乃愛、天野碧、谷あづさ
- 『今度はわたし…本気出して動くよ!?』超真面目な姉がボクのデカチンでド淫乱に豹変! 超高速ピストン騎乗位で抜かずの5連続中出し! 最初は手加減して動いていたみたい!! （5月4日、Hunter）
- うらら（5月10日、ぎがdeれいん）
- U.S（5月13日、素人ムクムク-クスリ-）
- 精飲家出少女 塩対応なくせに精子はごっくんする さらら（5月23日、アキノリ）
- 宇流木さら（5月27日、新日本AV女優名鑑）
- 【噂のリフレ】ガードの緩いツインテ娘を生ハメ中出し・サララ（5月28日、ピクチン）
- マンスジくっきりのレギンス女子ナンパ (2) ぴったぴたのムチ尻にバックからぶち込みたい!（6月1日、パラダイステレビ）他出演：香椎佳穂
- 街頭シ〇ウトナンパ「あなたの陰毛見せて下さい」(22) ノリでSEXもお願い（6月1日、パラダイステレビ）他出演：春日えな、二宮もも、赤城穂波、蘭華
- アナルのシワの数までハッキリわかる! スティックローター連続絶頂アナル見せオナニー（6月13日、アイエナジー）
- 「修学旅行の自由時間はウチらとエッチな思い出作りしようよ!」 クラスメイトとパコって精液飲みまくった大人の修学旅行（6月20日、アキノリ）共演：月美りょう
- 下品なオナホ顔でジュボジュボしゃぶりつく! フェラチオが上手すぎる素人娘10名5（6月20日、Flower）他出演：五十嵐かな、高坂あいり、林愛菜、空海、植村恵名、NIMO、世良あさか、乙咲あいみ、松ゆきの
- 天真爛漫チア　さらちゃん（6月21日、エッチな素人）
- 美セフレ セックスしたい時に呼ぶ代理女 14人目 さらら（6月22日、真昼の恋人）
- かわいそうなコスプレイヤー 呼べばすぐ来てマ◯コ使わせ帰ってく 中出し用に呼べる子（7月11日、フジサン）
- さらら 25歳（7月23日、人妻のツボ）
- アイドル級めちゃカワ兎! 可愛い顔してむっちむちなド淫乱美少女ぺこら!! ザーメン大好きイカれポルチオ肉便器着床アクメテクノブレイク! 子宮精液漬け孕まSEX!!（8月2日、こすっち）
- ラム式VOL.006〜010（8月5日、SHANGRILA TICKLE）
- 彼ピできたばかりのうぶなJ〇が初イキチャレンジ! さらさん（18）えまさん（18）（8月23日、俺の素人-Z- SECOND IMPACT）※ 出演部分は『さらちゃん #私立#普通科』（2022年3月17日配信開始）と同じ。他出演：市川愛茉
- 素人ビキニ美女グループ海ナンパ 汗だく生ハメ中出し壮絶スーパー大乱交!! 怒涛の12P（9月3日、いんすた）他出演：さつき芽衣、アリス・エルナンデス、加藤ロゼ、夏目れみ、幾野まち、彩川ゆめ、真白みのり、稲森あみ、紫月ゆかり、内田すみれ、戸川なみ
- ガチアイドルめちゃカワさくら! 可愛い顔してむっちむちなド淫乱魔法少女!! ザーメン大好き肉便器キャプター着床アクメテクノブレイク! 子宮精液漬け孕まSEX!!（9月13日、こすっち）※ 木之本桜 名義
- 【ソフトくすぐりコース体験動画】エステシャン：宇流木さらら ＜グリグランス＞（9月13日、アドア）
- 【ハードくすぐりコース体験動画】エステシャン：宇流木さらら ＜グリグランス＞（9月13日、アドア）
- 激カワ女優 宇流木さららチャンの超敏感乳首を鬼攻めくすぐり!（9月13日、アドア）
- 大好評! 腋＆乳首の交互くすぐり地獄の刑で大絶叫（9月13日、アドア）
- さらら（9月20日、素人図鑑）
- はるの＆さらら（9月27日、素人熟女図鑑）共演：安堂はるの
- ガチアイドルde激エロ愛宕RQ! 可愛い顔してむっちむちなド淫乱ビッチちゃん!! 中出し中毒生オナホ女子特有の着床イキでテクノブレイク! 子宮精液漬け孕まSEX!!（9月27日、こすっち）
- 債務者No.005 Sちゃん（10月2日、暗夜行）
- 買取素人 うるき（10月8日、素人ビリーバー）
- 人妻限定高級エステサロン 無料体験チラシを持ってきた人妻 さららさん（10月8日、中目黒人妻メンズエステ）
- 「極エロくすぐり＆エアーセックス! 乳首くすぐりで昇天!」（10月8日、アドア）
- ミニスカパンチラでその気にさせて、勃起ペニスをプリ尻に密着させ回春を誘うメンズエステ（10月11日、ヒビノ）
- 下着買取りサイトで知り合ったさららちゃんの使用済み下着（10月18日、ペロネ）
- アナルのシワの数までハッキリわかる! ノーモザイク連続絶頂アナル見せオナニー（11月7日、アイエナオナニー）
- sarara（11月15日、御茶ノ水素人研究所）
- 完全昏眠 - 4名 - ≪極楽≫チアリーディング/じょうきゅうせい陸上部/女子一貫校/生意気ツインテール18ちゃん 全員中出し 夢遊秒（11月15日、御茶ノ水素人研究所）他出演：伊織ひなの、工藤ララ、天美めあ
- 素人女子大生が高額バイト代につられてヌードデッサンモデルに! マ○コのビラビラまで丁寧に描かれる羞恥にマ○コはグッショリ! 生で挿入されてイキまくり!（11月21日、アイエナジー）※ 同タイトル作品の出演パート
- 夫婦交換 先輩の旦那さんにその気にさせられてヤラレちゃいました（12月9日、ヒビノ）

- 借金身代わり失禁レ●プ（1月1日、OFFICE K’S）他出演： 千石もなか、綾瀬こころ、華澄結愛、朝比ゆの
- ハーレムでヘブン状態!! 視線が気持ち良すぎるセンズリ見せつけ倶楽部 2（1月1日、OFFICE K’S）共演：朝比ゆの 千石もなか／他出演：杉崎みさき、祈山愛、真木今日子、美泉咲、華澄結愛、綾瀬こころ、由良かな、夢乃陽菜、藤咲紫、水端あさみ
- Sちゃん（1月6日、コスプレ洗脳カメコ）※「Sちゃん（24）」名義
- Sちゃん 2（1月6日、コスプレ洗脳カメコ）※「Sちゃん（24）」名義
- 個人経営ジムの闇/チア部ダンス自主練生徒 同志043（1月10日、アシグモ）
- 同窓会で再会した巨尻人妻とトイレや誰も来ない部屋でヤリまくった（1月10日、ヒビノ）
- 「くすぐり激弱で戦隊ピンクなさららちゃんの今日の弱点探し!」わかしラボ WAKA-064-1（1月11日、アドア）
- 「海老反り拘束で新たに足裏特攻の凶器を責めると早速拘束具を破壊するさららちゃん!」わかしラボ WAKA-064-2（1月11日、アドア）
- 「イボイボ手袋で指の間はダメ！ あまりのくすぐったさに足枷をガタガタ言わせるさららちゃんの足裏くすぐり!」わかしラボ WAKA-064-3（1月11日、アドア）
- 「【F/Mくすぐり】戦隊ピンクの逆襲! 色々なグローブとパウダーでM男をくすぐりいじめ!」わかしラボ WAKA-064-4（1月11日、アドア）
- 「さららちゃんの暗示くすぐりチャレンジ! 脱力で暴れずにくすぐりを受ける姿が新鮮!」わかしラボ WAKA-064-5（1月11日、アドア）
- 「水着でT字拘束と足裏機械責めで暴れ悶えるさららちゃん!」わかしラボ WAKA-064-6（1月11日、アドア）
- 【大傑作!】「ローション四肢拘束! 効きすぎて早めに切り上げたさららちゃんの大爆笑!」わかしラボ WAKA-064-7（1月11日、アドア）
- 【くすぐり】「足裏ローションくすぐりゲーム」わかしラボ WAKA-064-8（1月11日、アドア）
- 天真爛漫美少女KISARA（1月12日、素人ホイホイLOVER）※「天真爛漫美少女KISARA (25)」名義
- 新人OLの乳首を狙った猥褻医師の不適切検診（2月1日、OFFICE K’S）他出演：朝比ゆの、千石もなか、華澄結愛、綾瀬こころ
- えっ!! こんな場所で!? 素人娘のドキドキこっそりフェラチオ 3（2月1日、OFFICE K’S）他出演：虹色ぐみ、月野かすみ、朝比ゆの、千石もなか、華澄結愛、小松杏、優梨まいな、桐香ゆうり、綾瀬こころ
- 親友の素人娘2人が童貞求めてはじめての逆ナンパ!! めいちゃん＆さとみちゃんウブな美少女たちがデカチン研究! さらちゃんもなみちゃん（2月7日、OFFICE K’S）共演：宝田もなみ　他出演：深月めい、美丘さとみ
- 宇流木さん（2月7日、素人ガチャ）
- 宇流木さん2（2月7日、素人ガチャ）
- 欲求不満爆溜まりの人妻 初浮気3Pで中出し2顔射2で壊れる!（2月10日、E★人妻DX）※「さらら(33)」名義
- 乳首いじりが日常生活に溶け込んだ世界で、いじられていることには気づかないまま、乳首イキしてしまう女子〇生の日常的敏感乳首学園（3月1日、OFFICE K’S）共演：柏木こなつ、藤田こずえ、乙羽あむ、雅子りな
- 裏オプ メンズエステで優しすぎるスロー手コキ・スロー騎乗位で何発も癒しヌキされた俺 2（3月6日、アキノリ）他出演：若宮はずき、安堂はるの、五十嵐清華
- さらさん（3月9日、ネオシロウト）
- 久々に会ういとこが引越しの手伝いに来てくれて作業中気付かず胸チラしていた。我慢できずに手を出したら意外にもOKしてくれた!（3月20日、アキノリ）他出演：五十嵐清華、天馬ゆい
- さら（4月3日、俺の素人-Z-）
- 魔法のオイルで快感マッサージ（4月8日、切り売りのおかず屋さん）
- 「ねぇ、クンニしてくれる?」 僕の彼女は窒息顔面騎乗で圧迫させるのが大好き（4月10日、アキノリ）他出演：安堂はるの、五十嵐清華、松井日奈子、那賀崎ゆきね
- チンスポ チ〇ポ平等法可決! 本日より施行 女性はどのチ〇ポも平等に扱わなくてはいけない（4月10日、Kaiware）共演：椿りか
- さらちゃん（4月20日、素人ムクムク-部活-）
- 修学旅行生J3人組（5月4日、素人ムクムク-W-）共演：泉りおん、篠咲らら
- 非ヤリマンの清楚JDを無茶して口説いて生パコ きよかちゃん さらちゃん（5月9日、俺の素人-Z- SECOND IMPACT）他出演：五十嵐清華
- サラさん（5月27日、裏垢ドットえす）
- スイッチング（6月6日、SILK LABO）
- 本物 小学校教師にガチ依頼! 悩める童貞君にリアル性教育してもらえませんか? 先生のディープキス◆授乳手コキ◆マ〇コくぱぁ鑑賞で包茎チ〇ポがズル剥け勃起!「自然現象だよ」と優しく受けとめてくれる先生と禁断の筆おろしSEXまで!（6月25日予定、アイエナRISING）※ 同タイトルDVDの単体版
- 女子社員と二人きり 業務命令で見せつけられちゃった僕!（7月9日、プリモ）※ DVD『女子社員と二人きりオナニー 小悪魔オナサポ 10人』の単体版
- ソフトSの黒髪ロング女子がM男に濃厚鼻フェラ（7月13日、ペロネ）
- 敏感に感じちゃう私の乳首を……（8月7日、ミチルノ）
- 素人パンチラ in 自宅で個人撮影会 vol.99! 鮮度抜群な果物の様にみずみずしいフレッシュさ溢れ出る可憐な清純ガールたち大豊作の恥じらい撮影会!!（8月8日、やみつき!いちごパンツ）他出演：工藤ララ、透美かなた、伊織ひなの
- パパ活J系 デカ尻チア部 破壊的ヒップに脳バグ【個人撮影】肉感・放心状態・中出し さらら（8月23日予定、INITIUM）

### イメージビデオ
- Pureな気持ち!（2021年12月17日、スパイスビジュアル）※ 「佐々木菜奈」名義[注釈 1]
- 侵せよ聖域（2023年8月30日、スパイスビジュアル）※ 「浅田ひな」名義[注釈 2]
- さらら幸せのカタチ。（2024年3月15日、メディアブランド）※ BD同時発売

### デジタル写真集
- 【素人ハメ撮り】URUCHAN（2022年9月13日、五百十）
- 全裸おみこしワッショーイ! 2023夏 週刊ポストデジタル写真集（2023年7月21日、小学館）共演者：宇佐美みおん、水川すみれ、沙月恵奈、西海しおん、逢見リカ、香澄莉緒
- お家でHなトレーニング ＜撮りおろしヌードグラビア写真集＞（2024年1月26日、ミドルエッチ出版 ）
- 街で見つけたキューティーガール　＜撮りおろしヌードグラビア写真集＞（2024年4月4日、ミドルエッチ出版）
- 彼氏の家に初めてのお泊り…これから、どうする？　＜撮りおろしヌードグラビア写真集＞（2024年5月14日、ミドルエッチ出版）
- まるみえHOTEL 1〜8（2024年5月20日、QH映像）
- 【舞ワイフ公式写真集】夫婦生活では満たされない美乳人妻 咲良さん（27） (ピンク倶楽部)（2024年5月31日、PAD）
- 自宅でエッチな水着撮影会　～水着だけって言ったのに…ヌードまで…～　＜撮りおろしヌード写真集＞（2024年6月24日、ミドルエッチ出版）
- 地下室にエッチな堕天使が現れた! ～コスプレでの撮影会～　＜撮りおろしヌード写真集＞（2024年9月3日、ミドルエッチ出版）
- LOVEPOP デラックス 宇流木さら 001（2025年1月13日、PAD）
- LOVEPOP デラックス 宇流木さら 002（2025年2月24日、PAD）
- LOVEPOP デラックス 宇流木さら 003（2025年4月20日、PAD）
- LOVEPOP デラックス 宇流木さら 004（2025年5月31日、PAD）
- LOVEPOP デラックス 宇流木さら 005（2025年6月21日、PAD）

## 出演

### オリジナルビデオ
- 女戦闘員スカーレットパンサー ～女盗集団の散華～（2022年1月14日、GIGA）
- スーパーヒロイン絶体絶命!! Vol.86 チアサファイア（2022年3月11日、GIGA）共演：樹咲早姫、橋野愛琉
- 美少女戦士セーラーフリージア ～魔界触手十字架アクメ陥落地獄の罠～（2022年4月8日、GIGA）
- 騎神戦隊レジェンミラー2 前編（2022年6月10日、GIGA）共演：沙月恵奈、渚みつき
- 騎神戦隊レジェンミラー2 後編（2022年6月24日、GIGA）共演：沙月恵奈、渚みつき
- 女戦闘員キュプラ（2022年8月26日、GIGA）共演：志恩まこ、星仲ここみ、花井しずく、皆川るい、國本あお、愛沢あかり、白石らん、星名咲良、樹咲早姫、橋野愛琉、辻芽愛里、岩本渚
- スーパーヒロイン危機一髪!1 Vol.95 美少女戦士チアサファイア ～禁じられた破邪のバトン～（2022年9月9日、GIGA）
- 真・夜王伝説　極上SEXの罠に堕ちる美女たち（2022年10月5日、竹書房）[11]
- ヒロイン討伐Vol.104 レイザーミカゲ（2022年11月11日、GIGA）
- ヒロインハンティング 騎神戦隊レジェンミラー ホワイトユニコーン編（2023年2月24日、GIGA）
- 仮面ユナイテッド（2023年5月26日、GIGA）
- SUPER HEROINE アクションウォーズ26 サイバー守備隊ジュレル（2023年6月9日、GIGA）
- HEROINEアクションピンチ 超くノ一組 KAZE 青ノ章（2023年7月14日、ZENピクチャーズ）
- HEROINE SEXYピンチ 超くノ一組 KAZE 赤ノ章（2023年7月28日、ZENピクチャーズ）
- 強獣戦隊ワイルドレンジャー ～絶望の白き女戦士ワイルドホワイト～（2023年8月11日、GIGA）
- スーパーヒロイン危機一髪!!Vol.99 ～磁力戦隊マグナマン 壊されたマグナリング！変身不能のピンクを襲う魔の手～（2023年8月25日、GIGA）
- ヒロイン変身解除 夢幻戦隊ミスティックレンジャー3（2023年9月8日、GIGA）
- NEWドミネーションガールズ05（2023年9月22日、SUPER SONIC SATELLITES）共演：音琴るい
- 腹パンチ百合ボクシングプレイ02（2023年10月13日、バトル）共演：永野つかさ
- PRO-STYLE THE BEST NEO XI（2023年10月30日、バトル）共演：雨宮留菜、音琴るい ※ Blu-ray 同時発売
- BWP story 05（2023年10月30日、バトル）共演：前乃菜々 ※ Blu-ray 同時発売
- Executioner 生贄は二度死ぬ 05（2023年11月10日、バトル）共演：永野つかさ
- 女戦闘員 COCOON 前編（2023年11月10日、ZENピクチャーズ）共演：若宮穂乃、有加里ののか、上白美央、星仲ここみ、春凪星花、永瀬愛菜、乃南ゆい、新川ゆず、藤木紗英、佐久間寛子、高園ゆり子、さかき藍、佐原麻衣子、樹咲早姫、志摩ことり
- 女戦闘員 COCOON 後編（2023年11月24日、ZENピクチャーズ）共演：若宮穂乃、有加里ののか、星仲ここみ、春凪星花、永瀬愛菜、乃南ゆい、新川ゆず、藤木紗英、佐久間寛子、高園ゆり子、さかき藍、佐原麻衣子、樹咲早姫、志摩ことり、園田このみ、岩沢香代、橋野愛琉、藤岡範子
- BWP NEXT 11（2023年12月8日、バトル）共演：さのさとり/他出演：目黒ひな実、前乃菜々、豊岡さつき、川崎亜里沙 ※ Blu-ray 同時発売
- カスタムマッチCATFIGHT 63（2023年12月29日、バトル）共演：目黒ひな実
- Pride of Genius 01（2023年12月29日、バトル）共演：渚みつき Blu-ray 同時発売
- バトル2024福袋　迎春特別ファイトセット（1月1日、バトル）共演：前乃菜々/他出演：川栄結愛、桃菜あこ、二宮もも、豊岡さつき、永野つかさ、夏目みらい
- THE SEX FIGHT RETURNS VOL.11（2024年1月12日、SUPER SONIC SATELLITES）他出演：宗像れな
- 汗かきヒロイン バトルヴィーナス（2024年1月12日、GIGA）
- カスタムマッチCATFIGHT 64（2024年1月19日、バトル）共演：目黒ひな実/※「桐生さらさ」名義
- 巨大ヒロイン コスモガーディアン スフィア（2024年1月26日、GIGA）
- カスタムマッチCATFIGHT 65（2024年1月26日、バトル）共演：目黒ひな実
- バトルファッカーズ・敗北の女戦士 10（2024年2月16日、SUPER SONIC SATELLITES）共演：目黒ひな実
- 俺が監督! 女子プロレス　新垣ひとみ&宇流木さららvs目黒ひな実&幾田まち（2024年3月29日、アキバコム）
- NEWドミネーションガールズ10（2024年4月19日、SUPER SONIC SATELLITES）共演：永野つかさ
- シン・ヒロインプロレス①（2024年4月26日、SUPER SONIC SATELLITES）共演：宇佐美みおん
- 魔法美少女戦士フォンテーヌ-狂乱超痒み責め地獄-（2024年4月26日、GIGA）
- BWP story 09（2024年4月26日、バトル）共演：前乃菜々 ※ Blu-ray 同時発売
- BWP BOXING 09 興行（2024年4月26日、バトル）共演：コルデーロ・カズキ／他出演：有村のぞみ、宮崎リン、有加里ののか、皆月ひかる、新村あかり、七碧のあ、目黒ひな実、前乃菜々 ※ Blu-ray 同時発売
- 秘密の男女混合試合リターンズ vol.08（2024年5月3日、バトル）共演：目黒ひな実
- レズバトル敗者ペニバン屈服マッチ 04（2024年5月3日、バトル）共演：目黒ひな実
- 聖美少女戦士 ラ・ゾーナ（2024年5月10日、GIGA）
- BWP story 11（2024年5月24日、バトル）共演：紫月ゆかり ※ Blu-ray 同時発売
- セクシーキャットリング09（2024年5月24日、バトル）共演：紫月ゆかり
- 戦隊ヒロイン吸血悪堕ち -天陽戦隊ヘリオスナイツ-（2024年6月14日、GIGA）共演：市成心海
- BWP story 15（2024年6月14日、バトル）共演：皆瀬あかり ※ Blu-ray 同時発売
- 戦隊ヒロイン吸血悪堕ち -天陽戦隊ヘリオスナイツ-（2024年6月14日、GIGA）共演：市成心海
- 美少女戦士セーラービスケス（2024年6月14日、GIGA）
- 超鳥戦隊フェニックスレンジャー ブルーフェニックス（2024年6月14日、GIGA）
- セクシーキャットリング11（2024年6月21日、バトル）共演：皆瀬あかり
- NEWドミネーションガールズ12（2024年7月12日、SUPER SONIC SATELLITES）共演：楠木花菜
- BWP story 19（2024年7月19日、バトル）共演：目黒ひな実 ※ Blu-ray 同時発売
- 腹パンチ百合ボクシングプレイ03（2024年7月19日、バトル）共演：目黒ひな実
- MIXED TAG ProWrestling乱 08（2024年7月19日、バトル）共演：前乃菜々、目黒ひな実
- ヒロインピンチスペシャル 新星戦隊リュウセイジャー リュウセイブルー [前編]（2024年7月26日、GIGA）
- BWP　NEXT 12　興行（2024年7月26日、バトル）共演：市川りく、宮崎リン、有加里ののか、目黒ひな実、さのさとり、永瀬愛菜、前乃菜々 ※ Blu-ray 同時発売
- バトルファッカーズ・敗北の女戦士 13（2024年8月30日、SUPER SONIC SATELLITES）他出演：深月めい
- BWP story 23（2024年8月30日、バトル）共演：天晴乃愛 ※ Blu-ray 同時発売
- 同人ヒロイン29 ヒロインピンチスペシャル リュウセイブルー【後編】（2024年9月13日、GIGA）共演：岬さくら
- FGI04 興行（2024年9月27日、バトル）共演：宮崎リン、涼花くるみ、有村のぞみ、新村あかり、七碧のあ、目黒ひな実、スイレン小峰、前乃菜々、雨宮留菜　※ Blu-ray 同時発売
- THE SEX FIGHT RETURNS VOL.16（2024年9月27日、SUPER SONIC SATELLITES）共演：堀内美香
- 美少女戦姫テイルズナース ～晒された性癖～（2024年10月11日、GIGA）
- ヒロインピンチオムニバス セーラールミナス 大ピンチ!?（2024年10月25日、GIGA）
- MIXED TAG ProWrestling乱 09（2024年10月25日、バトル）共演：目黒ひな実、深月めい
- BWP story 26（2024年10月25日、バトル）共演：深月めい
- 美少女戦士魔装化計画 セーラーラビオス&セーラーパステール（2024年11月22日、ZENピクチャーズ） 共演：風愛ことり
- BWP NEXT 13 興行（2024年11月22日、バトル）共演：雪奈真冬、渚みつき、新村あかり、清巳れの、有加里ののか、目黒ひな実、前乃菜々 ※ Blu-ray 同時発売
- FGI SPECIAL 10（2024年11月29日、バトル）共演：美澄玲衣
- セクシー女子相撲 特別場所01（2024年11月29日、バトル）共演：天晴乃愛
- PRO-STYLE THE BEST NEO XIII（2024年12月13日、バトル）共演：前乃菜々
- 女子プロレスプライド 09（2024年12月20日、バトル）共演：前乃菜々
- 格闘美少女捜査官 春蘭（2025年1月10日、GIGA）
- 女子プロレスラーピンチ 男勝ち07（2025年1月24日、バトル）他出演：宝生めい
- THE NEXT BIG THING Vol.10（2025年1月24日、SUPER SONIC SATELLITES）共演：葉月ひな
- トップレス女子ボクシングコロシアム 2（2025年1月31日、バトル）共演：深月めい ※ Blu-ray 同時発売
- ミックスファイト痴女ファイターズ 06（2025年1月31日、バトル）共演：深月めい
- 激闘スペシャルMIX男女混合タッグマッチ 宇流木さらら&若月もあ組vs男子レスラー組（2025年2月21日、バトル）
- 女子プロレスベスティーマッチ 01（2025年2月21日、バトル）共演：若月もあ
- レズバトルフィールド 40（2025年3月7日、バトル）共演：美澄玲衣
- バトルファッカーON THE RING 15（2025年3月7日、バトル）
- 女子プロレスプライド 20（2025年4月4日、バトル）共演：市川りく
- ヒロイン絶頂地獄 ～星海戦隊カイザーファイブ 狙われたカイザーピンク～（2025年4月11日、GIGA）共演：泉りおん
- 女子プロレスプライド 21（2025年4月11日、バトル）共演：皆月ひかる
- 腹パンチ愛好者の快楽 02（2025年4月11日、SUPER SONIC SATELLITES）
- BWP story 32（2025年4月11日、バトル）共演：市川りく ※ Blu-ray 同時発売
- 男惨め、女子プロレスラー二人に完全なる敗北 01（2025年4月11日、バトル）共演：市川りく
- BWP story 33（2025年4月18日、バトル）共演：皆月ひかる ※ Blu-ray 同時発売
- BWP 13 興行（2025年4月25日、バトル）共演：新村あかり　他出演：若月もあ、有加里ののか、桃菜あこ、前乃菜々、市川りく、有村のぞみ、渚みつき、目黒ひな実　※ Blu-ray 同時発売
- レズバトルプライド 38（2025年5月2日、バトル）共演：葉月ひな
- 女子プロレスラードミネーション敗北 20（2025年5月16日、バトル）
- セクシー女子ボクシング 14（2025年5月23日、バトル）共演：豊岡さつき
- 鉄腕DOLLミライダー2025 ブレイブ・ニュー・ワールド（2025年5月23日、GIGA）
- PRO-STYLE THE BEST NEO 16（2025年5月30日、バトル）共演：桃菜あこ ※ Blu-ray 同時発売
- アクセラレート女子ボクシング 01（2025年5月30日、バトル）共演：若月もあ
- 女戦闘員SEGLA スーパーヒロインアンサンブル! 女戦闘員の赤い罠（2025年6月27日、GIGA）共演：小那海あや、有加里ののか、泉りおん、千石もなか、楽園ミナ、音琴るい、乃南ゆい、星仲ここみ、永瀬愛菜、成望るか、辻さくら、沙つむぐ、橋野愛琉、樹咲早姫、しじみ
- ヒロイン変身失敗 ウェネト（2025年7月11日、GIGA）
- 腹パンチ好き彼女～百合サイド～SPECIAL 06（2025年8月1日、GIGA）共演：新村あかり
- 女子プロレスラードミネーション勝利 23（2025年8月1日、バトル）
- BWP インタージェンダー男勝ち Vol.20（2025年8月22日予定、バトル）他出演：前乃菜々

### 舞台
- GIGAスーパーヒロインライブvol.5（2023年2月4日、東京・from scratch）- 鏡谷蓮 役[12]
- GIGAスーパーヒロインライブvol.10（2023年8月5日、東京・from scratch）- セーラーフリージア/ホワイトユニコーン 役[13]
- GIGAスーパーヒロインライブvol.11（2023年10月14日、東京・from scratch）- マグナピンク 役
- GIGAスーパーヒロインライブ Vol.18（2024年6月1日、東京・From Scratch）- セーラービスケス/ヘリオスイエロー 役[14]
- GIGAスーパーヒロインライブ Vol.21（2024年9月7日、東京・From Scratch）- リュウセイブルー/マグナピンク 役
- GIGAスーパーヒロインライブ Vol.27（2025年4月5日、東京・From Scratch）- セーラールミナス/春蘭 役
- GIGA30周年スーパーヒロインライブ2Days（2025年6月29日、東京・from scratch）- チアサファイア/セーラールミナス 役[15]